# Campanadas de fin de año en televisión

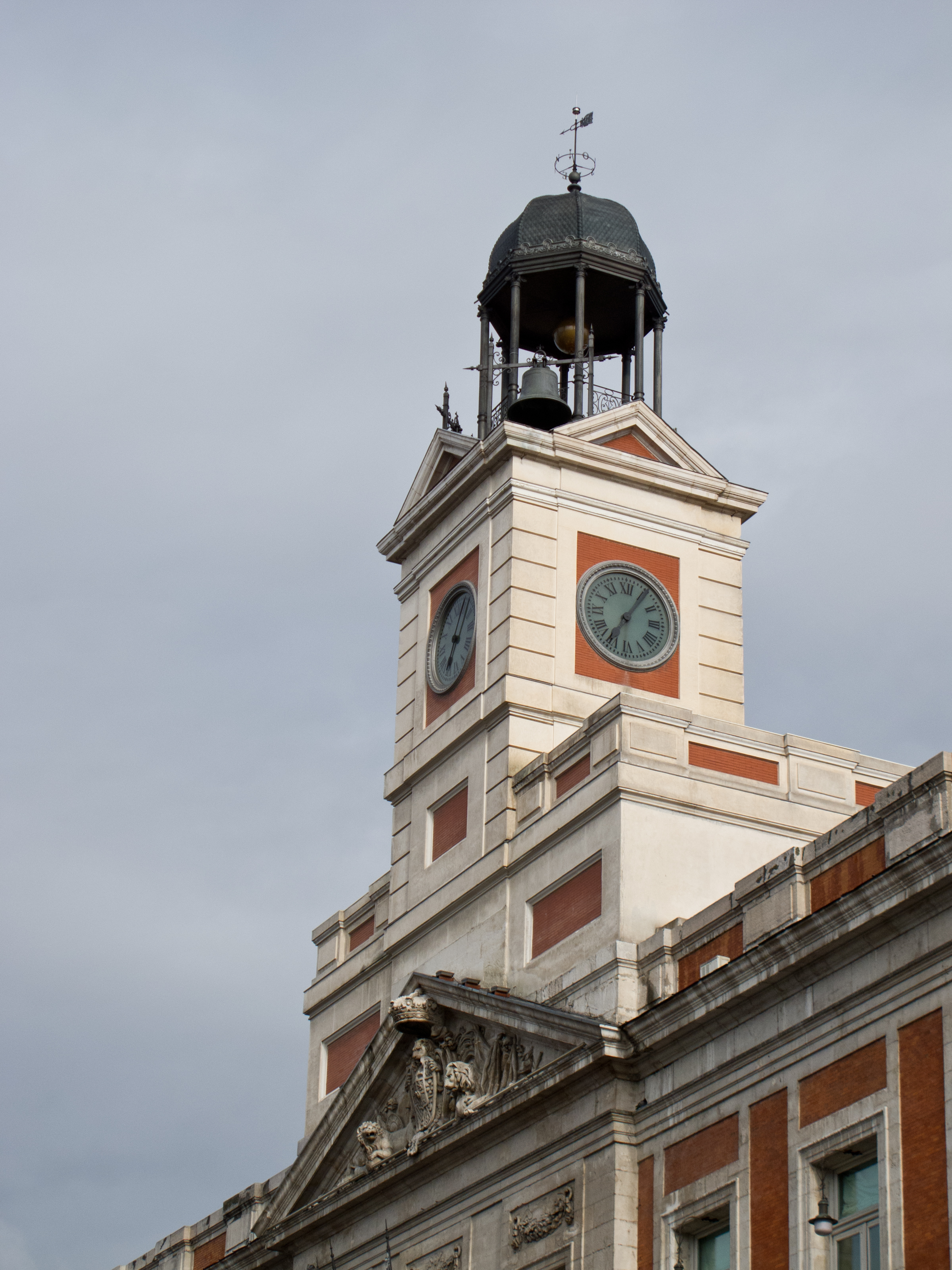
El Reloj de Gobernación en la Puerta del Sol, Madrid.

La retransmisión de las campanadas de fin de año en televisión comenzó en Televisión Española en el año 1962. Anteriormente esta retransmisión se seguía únicamente por radio.
Durante muchos años, sobre todo cuando solo existían las dos cadenas de televisión pública, se televisaban desde la Puerta del Sol de Madrid, salvo las de 1973, retransmitidas desde Barcelona.

## Retransmisión
Las televisiones suelen retransmitir las campanadas desde el edificio número 11 (más conocido como Tío Pepe) de la Puerta del Sol. RTVE en el extremo de la parte izquierda y RTVM en el extremo de la derecha copan la terraza del quinto y último piso del edificio, a los que se suman justo en el centro de la terraza, cámaras de RTVE, RTVM y Atresmedia; un piso abajo, en el cuarto, actualmente vacío, estuvo ocupado por Antena 3 —actualmente en el extremo derecho de la terraza del número 10 de la Puerta del Sol—, Mediaset España o Televisión Canaria y en el segundo piso, La Sexta. En este piso además, Atresmedia y RTVE tienen otro balcón en el que sitúan una cámara, por lo tanto los medios se sitúan justo enfrente del reloj de la Real Casa de Correos en la Puerta del Sol.
Este reloj, 28 segundos antes de las doce, baja una bola de lo alto del mismo, sonando un carillón. Después suenan cuatro campanadas dobles representando los cuatro cuartos y por último a las 00:00 CET, comienzan las doce campanadas, una cada tres segundos aproximadamente y al final aparece el cartel iluminado con el mensaje "Feliz + el año".
- 23:59:32–23:59:39 CET: Carillón
  - pausa de 3 segundos
- 23:59:42–23:59:56 CET: Cuartos (intervalo de 4 segundos entre cada cuarto)
  - pausa de 4 segundos
- 00:00:00–00:00:33 CET: Campanadas (intervalo de 3 segundos entre cada campanada)

En 2018 se realizó la retransmisión dos veces desde la Puerta del Sol: una con el horario de la península y Baleares como se ha hecho tradicionalmente y otra con el horario canario, que consistió en atrasar 1 hora las manillas del reloj de la Puerta del Sol desde las 00:15 CET a las 23:15 CET para esperar a que las islas recibieran al nuevo año. Después de que el archipiélago canario recibiera al año nuevo, a las 00:15 (hora Canaria) se volvió a adelantar la hora hasta la 01:15 (hora peninsular), ajustándolo de nuevo a su huso horario habitual. Por lo tanto el huso horario del archipiélago se utilizó durante una hora en la Puerta del Sol.
Esto fue debido a un acuerdo firmado por los por aquel entonces presidentes de las comunidades autónomas de Madrid y de Canarias.
Debido a este momento histórico, RTVE y Atresmedia hicieron esta retransmisión en dos ocasiones, aunque RTVE llevaba retransmitiendo las campanadas desde Canarias desde 1983 para las Islas y desde 2001 para el territorio nacional y Antena 3 (hasta 2009) y Telecinco (desde 1999 a 2003).
Por su parte Radio Televisión Canaria se trasladó a Madrid, retransmitiendo por primera vez las campanadas desde la península. Radio Televisión Madrid también hizo dos retransmisiones.
En el paso de 1983 a 1984, fue la primera ocasión en que una hora después de la emisión desde la Puerta del Sol, se emitió en directo para toda España el paso al año nuevo en Canarias, que ocurre una hora más tarde que en la Península y Baleares. En aquella ocasión se emitió desde Santa Cruz de Tenerife con la presentación de Cristina Alcaine, y desde entonces se iría rotando cada año entre las diferentes islas del archipiélago canario.
Durante muchos años, únicamente la voz de un locutor comentaba las imágenes de las campanadas. Puede mencionarse entre ellos al mítico Matías Prats Cañete (1967-1971, 1973, 1974 y 1977-1979), Josep Félix Pons (1972), Fernando Navarrete (1983), Isidoro Fernández (1984, 1986 y 1987), Gonzalo Vicente (1985), Rosa María Mateo (1986) o Daniel Vindel (1988).
En el paso a 1990, Antena 3 realizó estando aún en emisión en pruebas, la primera retransmisión en directo de las doce campanadas por una emisora privada española y por primera vez con un presentador en pantalla, siendo en aquella primera ocasión Mayra Gómez Kemp la encargada de presentar la retransmisión en un estudio a medio construir.
Esto sería incorporado a Televisión Española en el paso a 1991, siendo el dúo humorístico Martes y Trece los primeros presentadores delante de la cámara.
Algunas emisoras especialmente las autonómicas, se desplazan a otros relojes distintos a los de la Puerta del Sol, siendo Telecinco el canal generalista que más ha cambiado de reloj. Constituyó un escándalo su retransmisión en 2002 desde el puerto de Mugía (Galicia), con doce barcos a modo de campanas, ya que se comprobó que la retransmisión había sido grabada debido a inclemencias meteorológicas y se emitió varios segundos antes de tiempo.
Hecho insólito y destacado en la historia de las campanadas fue la situación vivida en la Nochevieja de 2020, cuando con motivo de las medidas de distanciamiento social adoptadas a consecuencia de la pandemia de COVID-19, quedó cerrado el acceso al público a la Puerta del Sol. Las campanadas sonaron en la plaza sin más presencia humana que la del artista Nacho Cano, acompañando al piano a la cantante KUVE interpretando el tema Un año más, en homenaje a los fallecidos a consecuencia de la enfermedad.

## Presentadores

#### RTVE
Presentador/a de las campanadas retransmitidas desde la Puerta del Sol para la península.
     Presentador/a de las campanadas retransmitidas desde la Puerta del Sol para Canarias.
| Presentadores    | RTVE  | RTVE  | RTVE  | RTVE  | RTVE  | RTVE  | RTVE  | RTVE  | RTVE  | RTVE  | RTVE  | RTVE  | RTVE  | RTVE  | RTVE  | RTVE  | RTVE  | RTVE  | RTVE  | RTVE  | RTVE  | RTVE  | RTVE  | RTVE  | RTVE  | RTVE  | RTVE  | RTVE  | RTVE  | RTVE  | RTVE  | RTVE  | RTVE  | RTVE  | RTVE  | RTVE  |
| Presentadores    | 89-90 | 90-91 | 91-92 | 92-93 | 93-94 | 94-95 | 95-96 | 96-97 | 97-98 | 98-99 | 99-00 | 00-01 | 01-02 | 02-03 | 03-04 | 04-05 | 05-06 | 06-07 | 07-08 | 08-09 | 09-10 | 10-11 | 11-12 | 12-13 | 13-14 | 14-15 | 15-16 | 16-17 | 17-18 | 18-19 | 19-20 | 20-21 | 21-22 | 22-23 | 23-24 | 24-25 |
| ---------------- | ----- | ----- | ----- | ----- | ----- | ----- | ----- | ----- | ----- | ----- | ----- | ----- | ----- | ----- | ----- | ----- | ----- | ----- | ----- | ----- | ----- | ----- | ----- | ----- | ----- | ----- | ----- | ----- | ----- | ----- | ----- | ----- | ----- | ----- | ----- | ----- |
| Marisa Naranjo   |       |       |       |       |       |       |       |       |       |       |       |       |       |       |       |       |       |       |       |       |       |       |       |       |       |       |       |       |       |       |       |       |       |       |       |       |
| Josema Yuste     |       |       |       |       |       |       |       |       |       |       |       |       |       |       |       |       |       |       |       |       |       |       |       |       |       |       |       |       |       |       |       |       |       |       |       |       |
| Millán Salcedo   |       |       |       |       |       |       |       |       |       |       |       |       |       |       |       |       |       |       |       |       |       |       |       |       |       |       |       |       |       |       |       |       |       |       |       |       |
| Javier Sardà     |       |       |       |       |       |       |       |       |       |       |       |       |       |       |       |       |       |       |       |       |       |       |       |       |       |       |       |       |       |       |       |       |       |       |       |       |
| Joaquín Prat     |       |       |       |       |       |       |       |       |       |       |       |       |       |       |       |       |       |       |       |       |       |       |       |       |       |       |       |       |       |       |       |       |       |       |       |       |
| José Mota        |       |       |       |       |       |       |       |       |       |       |       |       |       |       |       |       |       |       |       |       |       |       |       |       |       |       |       |       |       |       |       |       |       |       |       |       |
| Juan Muñoz       |       |       |       |       |       |       |       |       |       |       |       |       |       |       |       |       |       |       |       |       |       |       |       |       |       |       |       |       |       |       |       |       |       |       |       |       |
| Ana Obregón      |       |       |       |       |       |       |       |       |       |       |       |       |       |       |       |       |       |       |       |       |       |       |       |       |       |       |       |       |       |       |       |       |       |       |       |       |
| Ramón García     |       |       |       |       |       |       |       |       |       |       |       |       |       |       |       |       |       |       |       |       |       |       |       |       |       |       |       |       |       |       |       |       |       |       |       |       |
| Concha Galán     |       |       |       |       |       |       |       |       |       |       |       |       |       |       |       |       |       |       |       |       |       |       |       |       |       |       |       |       |       |       |       |       |       |       |       |       |
| Bermúdez         |       |       |       |       |       |       |       |       |       |       |       |       |       |       |       |       |       |       |       |       |       |       |       |       |       |       |       |       |       |       |       |       |       |       |       |       |
| Raffaella Carrà  |       |       |       |       |       |       |       |       |       |       |       |       |       |       |       |       |       |       |       |       |       |       |       |       |       |       |       |       |       |       |       |       |       |       |       |       |
| Carmen Maura     |       |       |       |       |       |       |       |       |       |       |       |       |       |       |       |       |       |       |       |       |       |       |       |       |       |       |       |       |       |       |       |       |       |       |       |       |
| Nuria Roca       |       |       |       |       |       |       |       |       |       |       |       |       |       |       |       |       |       |       |       |       |       |       |       |       |       |       |       |       |       |       |       |       |       |       |       |       |
| Paloma Lago      |       |       |       |       |       |       |       |       |       |       |       |       |       |       |       |       |       |       |       |       |       |       |       |       |       |       |       |       |       |       |       |       |       |       |       |       |
| Ricardo Gómez    |       |       |       |       |       |       |       |       |       |       |       |       |       |       |       |       |       |       |       |       |       |       |       |       |       |       |       |       |       |       |       |       |       |       |       |       |
| Carmen Sevilla   |       |       |       |       |       |       |       |       |       |       |       |       |       |       |       |       |       |       |       |       |       |       |       |       |       |       |       |       |       |       |       |       |       |       |       |       |
| Anne Igartiburu  |       |       |       |       |       |       |       |       |       |       |       |       |       |       |       |       |       |       |       |       |       |       |       |       |       |       |       |       |       |       |       |       |       |       |       |       |
| Antonio Garrido  |       |       |       |       |       |       |       |       |       |       |       |       |       |       |       |       |       |       |       |       |       |       |       |       |       |       |       |       |       |       |       |       |       |       |       |       |
| Carlos Sobera    |       |       |       |       |       |       |       |       |       |       |       |       |       |       |       |       |       |       |       |       |       |       |       |       |       |       |       |       |       |       |       |       |       |       |       |       |
| Manuel Bandera   |       |       |       |       |       |       |       |       |       |       |       |       |       |       |       |       |       |       |       |       |       |       |       |       |       |       |       |       |       |       |       |       |       |       |       |       |
| Imanol Arias     |       |       |       |       |       |       |       |       |       |       |       |       |       |       |       |       |       |       |       |       |       |       |       |       |       |       |       |       |       |       |       |       |       |       |       |       |
| Jordi Cruz       |       |       |       |       |       |       |       |       |       |       |       |       |       |       |       |       |       |       |       |       |       |       |       |       |       |       |       |       |       |       |       |       |       |       |       |       |
| Pepe Rodríguez   |       |       |       |       |       |       |       |       |       |       |       |       |       |       |       |       |       |       |       |       |       |       |       |       |       |       |       |       |       |       |       |       |       |       |       |       |
| Roberto Leal     |       |       |       |       |       |       |       |       |       |       |       |       |       |       |       |       |       |       |       |       |       |       |       |       |       |       |       |       |       |       |       |       |       |       |       |       |
| Raquel Falcón    |       |       |       |       |       |       |       |       |       |       |       |       |       |       |       |       |       |       |       |       |       |       |       |       |       |       |       |       |       |       |       |       |       |       |       |       |
| Jacob Petrus     |       |       |       |       |       |       |       |       |       |       |       |       |       |       |       |       |       |       |       |       |       |       |       |       |       |       |       |       |       |       |       |       |       |       |       |       |
| César Cadaval    |       |       |       |       |       |       |       |       |       |       |       |       |       |       |       |       |       |       |       |       |       |       |       |       |       |       |       |       |       |       |       |       |       |       |       |       |
| Jorge Cadaval    |       |       |       |       |       |       |       |       |       |       |       |       |       |       |       |       |       |       |       |       |       |       |       |       |       |       |       |       |       |       |       |       |       |       |       |       |
| Ana Mena         |       |       |       |       |       |       |       |       |       |       |       |       |       |       |       |       |       |       |       |       |       |       |       |       |       |       |       |       |       |       |       |       |       |       |       |       |
| Jennifer Hermoso |       |       |       |       |       |       |       |       |       |       |       |       |       |       |       |       |       |       |       |       |       |       |       |       |       |       |       |       |       |       |       |       |       |       |       |       |
| David Broncano   |       |       |       |       |       |       |       |       |       |       |       |       |       |       |       |       |       |       |       |       |       |       |       |       |       |       |       |       |       |       |       |       |       |       |       |       |
| Lalachus         |       |       |       |       |       |       |       |       |       |       |       |       |       |       |       |       |       |       |       |       |       |       |       |       |       |       |       |       |       |       |       |       |       |       |       |       |

#### Antena 3
Presentador/a de las campanadas retransmitidas desde la Puerta del Sol para la península.
     Presentador/a de las campanadas retransmitidas desde la Puerta del Sol para Canarias.
| Presentadores          |       |       |       |       |       |       |       |       |       |       |       |       |       |       |       |       |       |       |       |       |       |       |       |       |       |       |       |       |       |       |       |       |       |       |       |       |
| Presentadores          | 89-90 | 90-91 | 91-92 | 92-93 | 93-94 | 94-95 | 95-96 | 96-97 | 97-98 | 98-99 | 99-00 | 00-01 | 01-02 | 02-03 | 03-04 | 04-05 | 05-06 | 06-07 | 07-08 | 08-09 | 09-10 | 10-11 | 11-12 | 12-13 | 13-14 | 14-15 | 15-16 | 16-17 | 17-18 | 18-19 | 19-20 | 20-21 | 21-22 | 22-23 | 23-24 | 24-25 |
| ---------------------- | ----- | ----- | ----- | ----- | ----- | ----- | ----- | ----- | ----- | ----- | ----- | ----- | ----- | ----- | ----- | ----- | ----- | ----- | ----- | ----- | ----- | ----- | ----- | ----- | ----- | ----- | ----- | ----- | ----- | ----- | ----- | ----- | ----- | ----- | ----- | ----- |
| Mayra Gómez Kemp       |       |       |       |       |       |       |       |       |       |       |       |       |       |       |       |       |       |       |       |       |       |       |       |       |       |       |       |       |       |       |       |       |       |       |       |       |
| Minerva Piquero        |       |       |       |       |       |       |       |       |       |       |       |       |       |       |       |       |       |       |       |       |       |       |       |       |       |       |       |       |       |       |       |       |       |       |       |       |
| Consuelo Berlanga      |       |       |       |       |       |       |       |       |       |       |       |       |       |       |       |       |       |       |       |       |       |       |       |       |       |       |       |       |       |       |       |       |       |       |       |       |
| José María Carrascal   |       |       |       |       |       |       |       |       |       |       |       |       |       |       |       |       |       |       |       |       |       |       |       |       |       |       |       |       |       |       |       |       |       |       |       |       |
| Irma Soriano           |       |       |       |       |       |       |       |       |       |       |       |       |       |       |       |       |       |       |       |       |       |       |       |       |       |       |       |       |       |       |       |       |       |       |       |       |
| Pepe Carrol            |       |       |       |       |       |       |       |       |       |       |       |       |       |       |       |       |       |       |       |       |       |       |       |       |       |       |       |       |       |       |       |       |       |       |       |       |
| Chiquito de la Calzada |       |       |       |       |       |       |       |       |       |       |       |       |       |       |       |       |       |       |       |       |       |       |       |       |       |       |       |       |       |       |       |       |       |       |       |       |
| Matías Prats Cañete    |       |       |       |       |       |       |       |       |       |       |       |       |       |       |       |       |       |       |       |       |       |       |       |       |       |       |       |       |       |       |       |       |       |       |       |       |
| Rody Aragón            |       |       |       |       |       |       |       |       |       |       |       |       |       |       |       |       |       |       |       |       |       |       |       |       |       |       |       |       |       |       |       |       |       |       |       |       |
| Raphael                |       |       |       |       |       |       |       |       |       |       |       |       |       |       |       |       |       |       |       |       |       |       |       |       |       |       |       |       |       |       |       |       |       |       |       |       |
| Constantino Romero     |       |       |       |       |       |       |       |       |       |       |       |       |       |       |       |       |       |       |       |       |       |       |       |       |       |       |       |       |       |       |       |       |       |       |       |       |
| Concha Velasco         |       |       |       |       |       |       |       |       |       |       |       |       |       |       |       |       |       |       |       |       |       |       |       |       |       |       |       |       |       |       |       |       |       |       |       |       |
| Carmen Sevilla         |       |       |       |       |       |       |       |       |       |       |       |       |       |       |       |       |       |       |       |       |       |       |       |       |       |       |       |       |       |       |       |       |       |       |       |       |
| Pedro Rollán           |       |       |       |       |       |       |       |       |       |       |       |       |       |       |       |       |       |       |       |       |       |       |       |       |       |       |       |       |       |       |       |       |       |       |       |       |
| Ana Obregón            |       |       |       |       |       |       |       |       |       |       |       |       |       |       |       |       |       |       |       |       |       |       |       |       |       |       |       |       |       |       |       |       |       |       |       |       |
| Mar Saura              |       |       |       |       |       |       |       |       |       |       |       |       |       |       |       |       |       |       |       |       |       |       |       |       |       |       |       |       |       |       |       |       |       |       |       |       |
| Manu Carreño           |       |       |       |       |       |       |       |       |       |       |       |       |       |       |       |       |       |       |       |       |       |       |       |       |       |       |       |       |       |       |       |       |       |       |       |       |
| Mónica Martínez        |       |       |       |       |       |       |       |       |       |       |       |       |       |       |       |       |       |       |       |       |       |       |       |       |       |       |       |       |       |       |       |       |       |       |       |       |
| Antonio Hidalgo        |       |       |       |       |       |       |       |       |       |       |       |       |       |       |       |       |       |       |       |       |       |       |       |       |       |       |       |       |       |       |       |       |       |       |       |       |
| María Adánez           |       |       |       |       |       |       |       |       |       |       |       |       |       |       |       |       |       |       |       |       |       |       |       |       |       |       |       |       |       |       |       |       |       |       |       |       |
| José Luis Gil          |       |       |       |       |       |       |       |       |       |       |       |       |       |       |       |       |       |       |       |       |       |       |       |       |       |       |       |       |       |       |       |       |       |       |       |       |
| Fernando Tejero        |       |       |       |       |       |       |       |       |       |       |       |       |       |       |       |       |       |       |       |       |       |       |       |       |       |       |       |       |       |       |       |       |       |       |       |       |
| Eduardo Gómez          |       |       |       |       |       |       |       |       |       |       |       |       |       |       |       |       |       |       |       |       |       |       |       |       |       |       |       |       |       |       |       |       |       |       |       |       |
| Malena Alterio         |       |       |       |       |       |       |       |       |       |       |       |       |       |       |       |       |       |       |       |       |       |       |       |       |       |       |       |       |       |       |       |       |       |       |       |       |
| Luis Merlo             |       |       |       |       |       |       |       |       |       |       |       |       |       |       |       |       |       |       |       |       |       |       |       |       |       |       |       |       |       |       |       |       |       |       |       |       |
| Eduardo García         |       |       |       |       |       |       |       |       |       |       |       |       |       |       |       |       |       |       |       |       |       |       |       |       |       |       |       |       |       |       |       |       |       |       |       |       |
| Vanesa Romero          |       |       |       |       |       |       |       |       |       |       |       |       |       |       |       |       |       |       |       |       |       |       |       |       |       |       |       |       |       |       |       |       |       |       |       |       |
| Jorge Fernández        |       |       |       |       |       |       |       |       |       |       |       |       |       |       |       |       |       |       |       |       |       |       |       |       |       |       |       |       |       |       |       |       |       |       |       |       |
| Ramón García           |       |       |       |       |       |       |       |       |       |       |       |       |       |       |       |       |       |       |       |       |       |       |       |       |       |       |       |       |       |       |       |       |       |       |       |       |
| Anabel Alonso          |       |       |       |       |       |       |       |       |       |       |       |       |       |       |       |       |       |       |       |       |       |       |       |       |       |       |       |       |       |       |       |       |       |       |       |       |
| Kira Miró              |       |       |       |       |       |       |       |       |       |       |       |       |       |       |       |       |       |       |       |       |       |       |       |       |       |       |       |       |       |       |       |       |       |       |       |       |
| Antonio Garrido        |       |       |       |       |       |       |       |       |       |       |       |       |       |       |       |       |       |       |       |       |       |       |       |       |       |       |       |       |       |       |       |       |       |       |       |       |
| Patricia Montero       |       |       |       |       |       |       |       |       |       |       |       |       |       |       |       |       |       |       |       |       |       |       |       |       |       |       |       |       |       |       |       |       |       |       |       |       |
| Sandra Daviú           |       |       |       |       |       |       |       |       |       |       |       |       |       |       |       |       |       |       |       |       |       |       |       |       |       |       |       |       |       |       |       |       |       |       |       |       |
| Carlos Sobera          |       |       |       |       |       |       |       |       |       |       |       |       |       |       |       |       |       |       |       |       |       |       |       |       |       |       |       |       |       |       |       |       |       |       |       |       |
| Carolina Cerezuela     |       |       |       |       |       |       |       |       |       |       |       |       |       |       |       |       |       |       |       |       |       |       |       |       |       |       |       |       |       |       |       |       |       |       |       |       |
| Paula Vázquez          |       |       |       |       |       |       |       |       |       |       |       |       |       |       |       |       |       |       |       |       |       |       |       |       |       |       |       |       |       |       |       |       |       |       |       |       |
| Anna Simon             |       |       |       |       |       |       |       |       |       |       |       |       |       |       |       |       |       |       |       |       |       |       |       |       |       |       |       |       |       |       |       |       |       |       |       |       |
| Cristina Pedroche      |       |       |       |       |       |       |       |       |       |       |       |       |       |       |       |       |       |       |       |       |       |       |       |       |       |       |       |       |       |       |       |       |       |       |       |       |
| Alberto Chicote        |       |       |       |       |       |       |       |       |       |       |       |       |       |       |       |       |       |       |       |       |       |       |       |       |       |       |       |       |       |       |       |       |       |       |       |       |
| Brays Efe              |       |       |       |       |       |       |       |       |       |       |       |       |       |       |       |       |       |       |       |       |       |       |       |       |       |       |       |       |       |       |       |       |       |       |       |       |

#### Telecinco
Presentador/a de las campanadas retransmitidas desde la Puerta del Sol y otras localizaciones para la península y Baleares.
     Presentador/a de las campanadas retransmitidas desde la Puerta del Sol para Canarias.
| Presentadores        |       |       |       |       |       |       |       |       |       |       |       |       |       |       |       |       |       |       |       |       |       |       |       |       |       |       |       |       |       |       |       |       |       |       |       |
| Presentadores        | 90-91 | 91-92 | 92-93 | 93-94 | 94-95 | 95-96 | 96-97 | 97-98 | 98-99 | 99-00 | 00-01 | 01-02 | 02-03 | 03-04 | 04-05 | 05-06 | 06-07 | 07-08 | 08-09 | 09-10 | 10-11 | 11-12 | 12-13 | 13-14 | 14-15 | 15-16 | 16-17 | 17-18 | 18-19 | 19-20 | 20-21 | 21-22 | 22-23 | 23-24 | 24-25 |
| -------------------- | ----- | ----- | ----- | ----- | ----- | ----- | ----- | ----- | ----- | ----- | ----- | ----- | ----- | ----- | ----- | ----- | ----- | ----- | ----- | ----- | ----- | ----- | ----- | ----- | ----- | ----- | ----- | ----- | ----- | ----- | ----- | ----- | ----- | ----- | ----- |
| Laura Valenzuela     |       |       |       |       |       |       |       |       |       |       |       |       |       |       |       |       |       |       |       |       |       |       |       |       |       |       |       |       |       |       |       |       |       |       |       |
| Jesús Puente         |       |       |       |       |       |       |       |       |       |       |       |       |       |       |       |       |       |       |       |       |       |       |       |       |       |       |       |       |       |       |       |       |       |       |       |
| José María Íñigo     |       |       |       |       |       |       |       |       |       |       |       |       |       |       |       |       |       |       |       |       |       |       |       |       |       |       |       |       |       |       |       |       |       |       |       |
| Carmen Sevilla       |       |       |       |       |       |       |       |       |       |       |       |       |       |       |       |       |       |       |       |       |       |       |       |       |       |       |       |       |       |       |       |       |       |       |       |
| María José Sáez      |       |       |       |       |       |       |       |       |       |       |       |       |       |       |       |       |       |       |       |       |       |       |       |       |       |       |       |       |       |       |       |       |       |       |       |
| Dani Delacámara      |       |       |       |       |       |       |       |       |       |       |       |       |       |       |       |       |       |       |       |       |       |       |       |       |       |       |       |       |       |       |       |       |       |       |       |
| Carlos Lozano        |       |       |       |       |       |       |       |       |       |       |       |       |       |       |       |       |       |       |       |       |       |       |       |       |       |       |       |       |       |       |       |       |       |       |       |
| Sergio Pazos         |       |       |       |       |       |       |       |       |       |       |       |       |       |       |       |       |       |       |       |       |       |       |       |       |       |       |       |       |       |       |       |       |       |       |       |
| Teté Delgado         |       |       |       |       |       |       |       |       |       |       |       |       |       |       |       |       |       |       |       |       |       |       |       |       |       |       |       |       |       |       |       |       |       |       |       |
| Paula Vázquez        |       |       |       |       |       |       |       |       |       |       |       |       |       |       |       |       |       |       |       |       |       |       |       |       |       |       |       |       |       |       |       |       |       |       |       |
| Florentino Fernández |       |       |       |       |       |       |       |       |       |       |       |       |       |       |       |       |       |       |       |       |       |       |       |       |       |       |       |       |       |       |       |       |       |       |       |
| Félix Álvarez        |       |       |       |       |       |       |       |       |       |       |       |       |       |       |       |       |       |       |       |       |       |       |       |       |       |       |       |       |       |       |       |       |       |       |       |
| Mariona Xuclá        |       |       |       |       |       |       |       |       |       |       |       |       |       |       |       |       |       |       |       |       |       |       |       |       |       |       |       |       |       |       |       |       |       |       |       |
| Fernando Acaso       |       |       |       |       |       |       |       |       |       |       |       |       |       |       |       |       |       |       |       |       |       |       |       |       |       |       |       |       |       |       |       |       |       |       |       |
| Maribel Casany       |       |       |       |       |       |       |       |       |       |       |       |       |       |       |       |       |       |       |       |       |       |       |       |       |       |       |       |       |       |       |       |       |       |       |       |
| Mercedes Milá        |       |       |       |       |       |       |       |       |       |       |       |       |       |       |       |       |       |       |       |       |       |       |       |       |       |       |       |       |       |       |       |       |       |       |       |
| Carlos Núñez Muñoz   |       |       |       |       |       |       |       |       |       |       |       |       |       |       |       |       |       |       |       |       |       |       |       |       |       |       |       |       |       |       |       |       |       |       |       |
| Manel Fuentes        |       |       |       |       |       |       |       |       |       |       |       |       |       |       |       |       |       |       |       |       |       |       |       |       |       |       |       |       |       |       |       |       |       |       |       |
| Carolina Ferre       |       |       |       |       |       |       |       |       |       |       |       |       |       |       |       |       |       |       |       |       |       |       |       |       |       |       |       |       |       |       |       |       |       |       |       |
| Carmen Alcayde       |       |       |       |       |       |       |       |       |       |       |       |       |       |       |       |       |       |       |       |       |       |       |       |       |       |       |       |       |       |       |       |       |       |       |       |
| Jordi González       |       |       |       |       |       |       |       |       |       |       |       |       |       |       |       |       |       |       |       |       |       |       |       |       |       |       |       |       |       |       |       |       |       |       |       |
| Antonio Lobato       |       |       |       |       |       |       |       |       |       |       |       |       |       |       |       |       |       |       |       |       |       |       |       |       |       |       |       |       |       |       |       |       |       |       |       |
| Ruth Núñez           |       |       |       |       |       |       |       |       |       |       |       |       |       |       |       |       |       |       |       |       |       |       |       |       |       |       |       |       |       |       |       |       |       |       |       |
| Alejandro Tous       |       |       |       |       |       |       |       |       |       |       |       |       |       |       |       |       |       |       |       |       |       |       |       |       |       |       |       |       |       |       |       |       |       |       |       |
| Norma Ruiz           |       |       |       |       |       |       |       |       |       |       |       |       |       |       |       |       |       |       |       |       |       |       |       |       |       |       |       |       |       |       |       |       |       |       |       |
| Soledad Mallol       |       |       |       |       |       |       |       |       |       |       |       |       |       |       |       |       |       |       |       |       |       |       |       |       |       |       |       |       |       |       |       |       |       |       |       |
| David V. Muro        |       |       |       |       |       |       |       |       |       |       |       |       |       |       |       |       |       |       |       |       |       |       |       |       |       |       |       |       |       |       |       |       |       |       |       |
| Christian Gálvez     |       |       |       |       |       |       |       |       |       |       |       |       |       |       |       |       |       |       |       |       |       |       |       |       |       |       |       |       |       |       |       |       |       |       |       |
| María Castro         |       |       |       |       |       |       |       |       |       |       |       |       |       |       |       |       |       |       |       |       |       |       |       |       |       |       |       |       |       |       |       |       |       |       |       |
| Jorge Javier Vázquez |       |       |       |       |       |       |       |       |       |       |       |       |       |       |       |       |       |       |       |       |       |       |       |       |       |       |       |       |       |       |       |       |       |       |       |
| Belén Esteban        |       |       |       |       |       |       |       |       |       |       |       |       |       |       |       |       |       |       |       |       |       |       |       |       |       |       |       |       |       |       |       |       |       |       |       |
| Pilar Rubio          |       |       |       |       |       |       |       |       |       |       |       |       |       |       |       |       |       |       |       |       |       |       |       |       |       |       |       |       |       |       |       |       |       |       |       |
| Marta Fernández      |       |       |       |       |       |       |       |       |       |       |       |       |       |       |       |       |       |       |       |       |       |       |       |       |       |       |       |       |       |       |       |       |       |       |       |
| Sara Carbonero       |       |       |       |       |       |       |       |       |       |       |       |       |       |       |       |       |       |       |       |       |       |       |       |       |       |       |       |       |       |       |       |       |       |       |       |
| Kiko Rivera          |       |       |       |       |       |       |       |       |       |       |       |       |       |       |       |       |       |       |       |       |       |       |       |       |       |       |       |       |       |       |       |       |       |       |       |
| Isabel Pantoja       |       |       |       |       |       |       |       |       |       |       |       |       |       |       |       |       |       |       |       |       |       |       |       |       |       |       |       |       |       |       |       |       |       |       |       |
| Jordi Sánchez        |       |       |       |       |       |       |       |       |       |       |       |       |       |       |       |       |       |       |       |       |       |       |       |       |       |       |       |       |       |       |       |       |       |       |       |
| Vanesa Romero        |       |       |       |       |       |       |       |       |       |       |       |       |       |       |       |       |       |       |       |       |       |       |       |       |       |       |       |       |       |       |       |       |       |       |       |
| Pablo Chiapella      |       |       |       |       |       |       |       |       |       |       |       |       |       |       |       |       |       |       |       |       |       |       |       |       |       |       |       |       |       |       |       |       |       |       |       |
| Paco León            |       |       |       |       |       |       |       |       |       |       |       |       |       |       |       |       |       |       |       |       |       |       |       |       |       |       |       |       |       |       |       |       |       |       |       |
| Miren Ibarguren      |       |       |       |       |       |       |       |       |       |       |       |       |       |       |       |       |       |       |       |       |       |       |       |       |       |       |       |       |       |       |       |       |       |       |       |
| Pepe Viyuela         |       |       |       |       |       |       |       |       |       |       |       |       |       |       |       |       |       |       |       |       |       |       |       |       |       |       |       |       |       |       |       |       |       |       |       |
| Canco Rodríguez      |       |       |       |       |       |       |       |       |       |       |       |       |       |       |       |       |       |       |       |       |       |       |       |       |       |       |       |       |       |       |       |       |       |       |       |
| Jesús Bonilla        |       |       |       |       |       |       |       |       |       |       |       |       |       |       |       |       |       |       |       |       |       |       |       |       |       |       |       |       |       |       |       |       |       |       |       |
| El Langui            |       |       |       |       |       |       |       |       |       |       |       |       |       |       |       |       |       |       |       |       |       |       |       |       |       |       |       |       |       |       |       |       |       |       |       |
| Adrián Rodríguez     |       |       |       |       |       |       |       |       |       |       |       |       |       |       |       |       |       |       |       |       |       |       |       |       |       |       |       |       |       |       |       |       |       |       |       |
| Dafne Fernández      |       |       |       |       |       |       |       |       |       |       |       |       |       |       |       |       |       |       |       |       |       |       |       |       |       |       |       |       |       |       |       |       |       |       |       |
| Cristina Rodríguez   |       |       |       |       |       |       |       |       |       |       |       |       |       |       |       |       |       |       |       |       |       |       |       |       |       |       |       |       |       |       |       |       |       |       |       |
| Natalia Ferviú       |       |       |       |       |       |       |       |       |       |       |       |       |       |       |       |       |       |       |       |       |       |       |       |       |       |       |       |       |       |       |       |       |       |       |       |
| Pelayo Díaz          |       |       |       |       |       |       |       |       |       |       |       |       |       |       |       |       |       |       |       |       |       |       |       |       |       |       |       |       |       |       |       |       |       |       |       |
| Marta Torné          |       |       |       |       |       |       |       |       |       |       |       |       |       |       |       |       |       |       |       |       |       |       |       |       |       |       |       |       |       |       |       |       |       |       |       |
| Carlos Sobera        |       |       |       |       |       |       |       |       |       |       |       |       |       |       |       |       |       |       |       |       |       |       |       |       |       |       |       |       |       |       |       |       |       |       |       |
| Lara Álvarez         |       |       |       |       |       |       |       |       |       |       |       |       |       |       |       |       |       |       |       |       |       |       |       |       |       |       |       |       |       |       |       |       |       |       |       |
| Lidia Torrent        |       |       |       |       |       |       |       |       |       |       |       |       |       |       |       |       |       |       |       |       |       |       |       |       |       |       |       |       |       |       |       |       |       |       |       |
| Matías Roure         |       |       |       |       |       |       |       |       |       |       |       |       |       |       |       |       |       |       |       |       |       |       |       |       |       |       |       |       |       |       |       |       |       |       |       |
| Lydia Lozano         |       |       |       |       |       |       |       |       |       |       |       |       |       |       |       |       |       |       |       |       |       |       |       |       |       |       |       |       |       |       |       |       |       |       |       |
| Terelu Campos        |       |       |       |       |       |       |       |       |       |       |       |       |       |       |       |       |       |       |       |       |       |       |       |       |       |       |       |       |       |       |       |       |       |       |       |
| Mila Ximénez         |       |       |       |       |       |       |       |       |       |       |       |       |       |       |       |       |       |       |       |       |       |       |       |       |       |       |       |       |       |       |       |       |       |       |       |
| María Patiño         |       |       |       |       |       |       |       |       |       |       |       |       |       |       |       |       |       |       |       |       |       |       |       |       |       |       |       |       |       |       |       |       |       |       |       |
| Kiko Hernández       |       |       |       |       |       |       |       |       |       |       |       |       |       |       |       |       |       |       |       |       |       |       |       |       |       |       |       |       |       |       |       |       |       |       |       |
| Jesús Calleja        |       |       |       |       |       |       |       |       |       |       |       |       |       |       |       |       |       |       |       |       |       |       |       |       |       |       |       |       |       |       |       |       |       |       |       |
| Paz Padilla          |       |       |       |       |       |       |       |       |       |       |       |       |       |       |       |       |       |       |       |       |       |       |       |       |       |       |       |       |       |       |       |       |       |       |       |
| Jesús Vázquez        |       |       |       |       |       |       |       |       |       |       |       |       |       |       |       |       |       |       |       |       |       |       |       |       |       |       |       |       |       |       |       |       |       |       |       |
| Sandra Barneda       |       |       |       |       |       |       |       |       |       |       |       |       |       |       |       |       |       |       |       |       |       |       |       |       |       |       |       |       |       |       |       |       |       |       |       |
| Mariló Montero       |       |       |       |       |       |       |       |       |       |       |       |       |       |       |       |       |       |       |       |       |       |       |       |       |       |       |       |       |       |       |       |       |       |       |       |
| Risto Mejide         |       |       |       |       |       |       |       |       |       |       |       |       |       |       |       |       |       |       |       |       |       |       |       |       |       |       |       |       |       |       |       |       |       |       |       |
| Antonio Castelo      |       |       |       |       |       |       |       |       |       |       |       |       |       |       |       |       |       |       |       |       |       |       |       |       |       |       |       |       |       |       |       |       |       |       |       |
| Virginia Riezu       |       |       |       |       |       |       |       |       |       |       |       |       |       |       |       |       |       |       |       |       |       |       |       |       |       |       |       |       |       |       |       |       |       |       |       |
| Marta Flich          |       |       |       |       |       |       |       |       |       |       |       |       |       |       |       |       |       |       |       |       |       |       |       |       |       |       |       |       |       |       |       |       |       |       |       |
| Ion Aramendi         |       |       |       |       |       |       |       |       |       |       |       |       |       |       |       |       |       |       |       |       |       |       |       |       |       |       |       |       |       |       |       |       |       |       |       |
| Blanca Romero        |       |       |       |       |       |       |       |       |       |       |       |       |       |       |       |       |       |       |       |       |       |       |       |       |       |       |       |       |       |       |       |       |       |       |       |
| Ángeles Blanco       |       |       |       |       |       |       |       |       |       |       |       |       |       |       |       |       |       |       |       |       |       |       |       |       |       |       |       |       |       |       |       |       |       |       |       |
| Ricardo Reyes        |       |       |       |       |       |       |       |       |       |       |       |       |       |       |       |       |       |       |       |       |       |       |       |       |       |       |       |       |       |       |       |       |       |       |       |

#### Cuatro
Presentador/a de las campanadas retransmitidas desde la Puerta del Sol para la península.
     Sin retransmisión de las campanadas.
     Campanadas en simultáneo con Telecinco.
| Presentadores        |       |       |       |       |       |       |       |       |       |       |       |       |       |       |       |       |       |       |       |
| Presentadores        | 05-06 | 06-07 | 07-08 | 08-09 | 09-10 | 10-11 | 11-12 | 12-13 | 13-14 | 14-15 | 15-16 | 16-17 | 17-18 | 19-20 | 20-21 | 21-22 | 22-23 | 23-24 | 24-25 |
| -------------------- | ----- | ----- | ----- | ----- | ----- | ----- | ----- | ----- | ----- | ----- | ----- | ----- | ----- | ----- | ----- | ----- | ----- | ----- | ----- |
| Eva Hache            |       |       |       |       |       |       |       |       |       |       |       |       |       |       |       |       |       |       |       |
| Pablo Motos          |       |       |       |       |       |       |       |       |       |       |       |       |       |       |       |       |       |       |       |
| Boris Izaguirre      |       |       |       |       |       |       |       |       |       |       |       |       |       |       |       |       |       |       |       |
| Ana García-Siñeriz   |       |       |       |       |       |       |       |       |       |       |       |       |       |       |       |       |       |       |       |
| Rafa Méndez          |       |       |       |       |       |       |       |       |       |       |       |       |       |       |       |       |       |       |       |
| Paula Vázquez        |       |       |       |       |       |       |       |       |       |       |       |       |       |       |       |       |       |       |       |
| Manolo Lama          |       |       |       |       |       |       |       |       |       |       |       |       |       |       |       |       |       |       |       |
| Manu Carreño         |       |       |       |       |       |       |       |       |       |       |       |       |       |       |       |       |       |       |       |
| Florentino Fernández |       |       |       |       |       |       |       |       |       |       |       |       |       |       |       |       |       |       |       |
| Anna Simon           |       |       |       |       |       |       |       |       |       |       |       |       |       |       |       |       |       |       |       |
| Dani Martínez        |       |       |       |       |       |       |       |       |       |       |       |       |       |       |       |       |       |       |       |

#### La Sexta
Presentador/a de las campanadas retransmitidas desde la Puerta del Sol para la península.
     Presentador/a de las campanadas retransmitidas desde la Puerta del Sol para Canarias.
| Presentadores      |       |       |       |       |       |       |       |       |       |       |       |       |       |       |       |       |       |       |       |
| Presentadores      | 06-07 | 07-08 | 08-09 | 09-10 | 10-11 | 11-12 | 12-13 | 13-14 | 14-15 | 15-16 | 16-17 | 17-18 | 18-19 | 19-20 | 20-21 | 21-22 | 22-23 | 23-24 | 24-25 |
| ------------------ | ----- | ----- | ----- | ----- | ----- | ----- | ----- | ----- | ----- | ----- | ----- | ----- | ----- | ----- | ----- | ----- | ----- | ----- | ----- |
| Ángel Martín       |       |       |       |       |       |       |       |       |       |       |       |       |       |       |       |       |       |       |       |
| Patricia Conde     |       |       |       |       |       |       |       |       |       |       |       |       |       |       |       |       |       |       |       |
| Andreu Buenafuente |       |       |       |       |       |       |       |       |       |       |       |       |       |       |       |       |       |       |       |
| Berto Romero       |       |       |       |       |       |       |       |       |       |       |       |       |       |       |       |       |       |       |       |
| Ana Morgade        |       |       |       |       |       |       |       |       |       |       |       |       |       |       |       |       |       |       |       |
| Usun Yoon          |       |       |       |       |       |       |       |       |       |       |       |       |       |       |       |       |       |       |       |
| El Gran Wyoming    |       |       |       |       |       |       |       |       |       |       |       |       |       |       |       |       |       |       |       |
| Alberto Chicote    |       |       |       |       |       |       |       |       |       |       |       |       |       |       |       |       |       |       |       |
| Sandra Sabatés     |       |       |       |       |       |       |       |       |       |       |       |       |       |       |       |       |       |       |       |
| Frank Blanco       |       |       |       |       |       |       |       |       |       |       |       |       |       |       |       |       |       |       |       |
| Cristina Pedroche  |       |       |       |       |       |       |       |       |       |       |       |       |       |       |       |       |       |       |       |
| Andrea Ropero      |       |       |       |       |       |       |       |       |       |       |       |       |       |       |       |       |       |       |       |
| Irene Junquera     |       |       |       |       |       |       |       |       |       |       |       |       |       |       |       |       |       |       |       |
| Iñaki López        |       |       |       |       |       |       |       |       |       |       |       |       |       |       |       |       |       |       |       |
| Cristina Pardo     |       |       |       |       |       |       |       |       |       |       |       |       |       |       |       |       |       |       |       |
| Brays Efe          |       |       |       |       |       |       |       |       |       |       |       |       |       |       |       |       |       |       |       |
| Dani Mateo         |       |       |       |       |       |       |       |       |       |       |       |       |       |       |       |       |       |       |       |

### Nacionales
| Año despedido | Año entrante | RTVE                                                                       | | | [ n 7 ] |                                                       |                              |
| ------------- | ------------ | -------------------------------------------------------------------------- | --- | --- | --- | ----------------------------------------------------- | ---------------------------- |
| 1989          | 1990         | Marisa Naranjo                                                             | Mayra Gómez Kemp                                                                                              | N/A | N/A | N/A                                                   | N/A                          |
| 1990          | 1991         | Martes y Trece (Josema Yuste y Millán Salcedo)                             | Minerva Piquero                                                                                               | N/A | Laura Valenzuela | N/A                                                   | N/A                          |
| 1991          | 1992         | Javier Sardà y el señor Casamajor                                          | Consuelo Berlanga                                                                                             | N/A | Laura Valenzuela | N/A                                                   | N/A                          |
| 1992          | 1993         | Joaquín Prat                                                               | José María Carrascal                                                                                          | N/A | Jesús Puente | N/A                                                   | N/A                          |
| 1993          | 1994         | Cruz y Raya (José Mota y Juan Muñoz)                                       | Irma Soriano                                                                                                  | N/A | Carmen Sevilla y José María Íñigo | N/A                                                   | N/A                          |
| 1994          | 1995         | Joaquín Prat y Ana García Obregón                                          | Pepe Carrol y Chiquito de la Calzada                                                                          | N/A | José María Íñigo | N/A                                                   | N/A                          |
| 1995          | 1996         | Ramón García y Ana García Obregón                                          | Matías Prats Cañete                                                                                           | N/A | María José Sáez y Dani Delacámara | N/A                                                   | N/A                          |
| 1996          | 1997         | Concha Galán y Bermúdez                                                    | Rody Aragón y Raphael                                                                                         | N/A | Carlos Lozano y María José Sáez | N/A                                                   | N/A                          |
| 1997          | 1998         | Ramón García y Raffaella Carrà                                             | Constantino Romero y Concha Velasco                                                                           | N/A | Sergio Pazos y Teté Delgado | N/A                                                   | N/A                          |
| 1998          | 1999         | Ramón García y Carmen Maura                                                | Carmen Sevilla y Pedro Rollán                                                                                 | N/A | Paula Vázquez | N/A                                                   | N/A                          |
| 1999          | 2000         | Ramón García y Nuria Roca                                                  | Ana García Obregón y Pedro Rollán                                                                             | N/A | Paula Vázquez y Florentino Fernández | N/A                                                   | N/A                          |
| 2000          | 2001         | Ramón García y Paloma Lago                                                 | Constantino Romero y Mar Saura                                                                                | N/A | Félix Álvarez y Mariona Xuclá | N/A                                                   | N/A                          |
| 2001          | 2002         | Ramón García y Paloma Lago                                                 | Mar Saura, Manu Carreño y Mónica Martínez                                                                     | N/A | Fernando Acaso y Maribel Casany | N/A                                                   | N/A                          |
| 2002          | 2003         | Ramón García, Paloma Lago y Ricardo Gómez                                  | Mar Saura y Antonio Hidalgo                                                                                   | N/A | Mercedes Milá y Carlos Núñez | N/A                                                   | N/A                          |
| 2003          | 2004         | Ramón García y Carmen Sevilla                                              | María Adánez (Lucía), José Luis Gil (Juan) y Fernando Tejero (Emilio) (personajes de Aquí no hay quien viva)  | N/A | Manel Fuentes y Carolina Ferre | N/A                                                   | N/A                          |
| 2004          | 2005         | Ramón García y Ana García Obregón                                          | Eduardo Gómez (Mariano), Malena Alterio (Belén) y Luis Merlo (Mauri) (personajes de Aquí no hay quien viva)   | N/A | Jordi González y Carmen Alcayde | N/A                                                   | N/A                          |
| 2005          | 2006         | Ramón García y Anne Igartiburu                                             | Eduardo Gómez (Mariano), Eduardo García (Josemi) y Vanesa Romero (Ana) (personajes de Aquí no hay quien viva) | Eva Hache y guiñol de George W. Bush | Carmen Alcayde y Antonio Lobato | N/A                                                   | N/A                          |
| 2006          | 2007         | Ramón García y Anne Igartiburu                                             | Jorge Fernández y Mónica Martínez                                                                             | Pablo Motos, Trancas y Barrancas | Ruth Núñez (Bea), Alejandro Tous (Álvaro) y Norma Ruiz (Bárbara) (personajes de Yo soy Bea)                                                                                         | Patricia Conde y Ángel Martín                         | N/A                          |
| 2007          | 2008         | Anne Igartiburu y Antonio Garrido                                          | Ramón García y Anabel Alonso                                                                                  | Boris Izaguirre y Ana García-Siñeriz | David V. Muro (Roberto) y Soledad Mallol (Marina) (personajes de Escenas de matrimonio)                                                                                             | Patricia Conde y Ángel Martín                         | N/A                          |
| 2008          | 2009         | Anne Igartiburu y Carlos Sobera                                            | Ramón García y Kira Miró                                                                                      | Rafa Méndez y Paula Vázquez | Christian Gálvez y María Castro | Andreu Buenafuente y Berto Romero                     | N/A                          |
| 2009          | 2010         | Anne Igartiburu y Manuel Bandera                                           | Antonio Garrido y Patricia Montero                                                                            | Manolo Lama y Manu Carreño | Jorge Javier Vázquez y Belén Esteban | Berto Romero y Ana Morgade                            | N/A                          |
| 2010          | 2011         | Anne Igartiburu y José Mota                                                | Jorge Fernández y Sandra Daviú                                                                                | Florentino Fernández, Anna Simon y Dani Martínez | Pilar Rubio, Marta Fernández y Sara Carbonero | Berto Romero y Ana Morgade                            | N/A                          |
| 2011          | 2012         | Anne Igartiburu y José Mota                                                | Carlos Sobera y Carolina Cerezuela                                                                            | N/A | Jorge Javier Vázquez, Kiko Rivera e Isabel Pantoja | Usun Yoon y El Gran Wyoming                           | N/A                          |
| 2012          | 2013         | Anne Igartiburu e Imanol Arias                                             | Carlos Sobera y Paula Vázquez                                                                                 | Jordi Sánchez (Antonio), Pablo Chiapella (Amador) y Vanesa Romero (Raquel) (personajes de La que se avecina) (También en FDF, Divinity, Energy, Nueve, La Siete y Mitele)           | Jordi Sánchez (Antonio), Pablo Chiapella (Amador) y Vanesa Romero (Raquel) (personajes de La que se avecina) (También en FDF, Divinity, Energy, Nueve, La Siete y Mitele)           | Alberto Chicote y Sandra Sabatés                      | N/A                          |
| 2013          | 2014         | Anne Igartiburu, Jordi Cruz y Pepe Rodríguez                               | Paula Vázquez y Anna Simon                                                                                    | Paco León (Luisma), Miren Ibarguren (Soraya), Pepe Viyuela (Chema) y Canco Rodríguez (El Barajas) (personajes de Aída) (También en FDF, Divinity, Energy, Nueve, La Siete y Mitele) | Paco León (Luisma), Miren Ibarguren (Soraya), Pepe Viyuela (Chema) y Canco Rodríguez (El Barajas) (personajes de Aída) (También en FDF, Divinity, Energy, Nueve, La Siete y Mitele) | Frank Blanco y Sandra Sabatés                         | N/A                          |
| 2014          | 2015         | Anne Igartiburu y Ramón García                                             | Carlos Sobera y Anna Simon                                                                                    | Jesús Bonilla (Pepe), Dafne Fernández (Mati), Adrián Rodríguez (Dani) y El Langui (Vicente) (personajes de Chiringuito de Pepe) (También en FDF, Divinity, Energy y Mitele)         | Jesús Bonilla (Pepe), Dafne Fernández (Mati), Adrián Rodríguez (Dani) y El Langui (Vicente) (personajes de Chiringuito de Pepe) (También en FDF, Divinity, Energy y Mitele)         | Frank Blanco y Cristina Pedroche                      | N/A                          |
| 2015          | 2016         | Anne Igartiburu y Ramón García                                             | Carlos Sobera y Cristina Pedroche                                                                             | Marta Torné, Cristina Rodríguez, Pelayo Díaz y Natalia Ferviú (También en FDF, Divinity, Energy y Mitele)                                                                           | Marta Torné, Cristina Rodríguez, Pelayo Díaz y Natalia Ferviú (También en FDF, Divinity, Energy y Mitele)                                                                           | Alberto Chicote y Andrea Ropero                       | N/A                          |
| 2016          | 2017         | Anne Igartiburu, Jordi Cruz y Pepe Rodríguez                               | Cristina Pedroche y Alberto Chicote                                                                           | Carlos Sobera, Lara Álvarez, Matías Roure y Lidia Torrent (También en FDF, Divinity, Energy, Be Mad y Mitele)                                                                       | Carlos Sobera, Lara Álvarez, Matías Roure y Lidia Torrent (También en FDF, Divinity, Energy, Be Mad y Mitele)                                                                       | Frank Blanco e Irene Junquera                         | N/A                          |
| 2017          | 2018         | Anne Igartiburu y Ramón García                                             | Cristina Pedroche y Alberto Chicote                                                                           | Lydia Lozano, Kiko Hernández, Terelu Campos, María Patiño y Mila Ximénez (También en Mitele)                                                                                        | Lydia Lozano, Kiko Hernández, Terelu Campos, María Patiño y Mila Ximénez (También en Mitele)                                                                                        | Iñaki López y Cristina Pardo                          | N/A                          |
| 2018          | 2019         | Anne Igartiburu y Roberto Leal                                             | Cristina Pedroche y Alberto Chicote                                                                           | Lara Álvarez y Jesús Calleja (También en FDF, Divinity, Energy, Be Mad y Mitele) | Lara Álvarez y Jesús Calleja (También en FDF, Divinity, Energy, Be Mad y Mitele) | Iñaki López y Cristina Pardo                          | N/A                          |
| 2018          | 2019         | Raquel Falcón (1:00)                                                       | Cristina Pedroche, Alberto Chicote y Brays Efe (1:00)                                                         | Lara Álvarez y Jesús Calleja (También en FDF, Divinity, Energy, Be Mad y Mitele) | Lara Álvarez y Jesús Calleja (También en FDF, Divinity, Energy, Be Mad y Mitele) | Cristina Pedroche, Alberto Chicote y Brays Efe (1:00) | N/A                          |
| 2019          | 2020         | Anne Igartiburu y Roberto Leal                                             | Cristina Pedroche y Alberto Chicote                                                                           | Jesús Vázquez y Paz Padilla (También en FDF, Divinity, Energy, Be Mad y Mitele) | Jesús Vázquez y Paz Padilla (También en FDF, Divinity, Energy, Be Mad y Mitele) | Iñaki López y Cristina Pardo                          | N/A                          |
| 2020          | 2021         | Anne Igartiburu y Ana García Obregón                                       | Cristina Pedroche y Alberto Chicote                                                                           | Christian Gálvez y Sandra Barneda (También en FDF, Divinity, Energy, Be Mad y Mitele) (También a la 1:00 hora peninsular)                                                           | Christian Gálvez y Sandra Barneda (También en FDF, Divinity, Energy, Be Mad y Mitele) (También a la 1:00 hora peninsular)                                                           | Iñaki López y Cristina Pardo                          | N/A                          |
| 2021          | 2022         | Anne Igartiburu y Jacob Petrus                                             | Cristina Pedroche y Alberto Chicote                                                                           | Carlos Sobera y Paz Padilla (También en FDF, Divinity, Energy, Be Mad y Mitele) | Carlos Sobera y Paz Padilla (También en FDF, Divinity, Energy, Be Mad y Mitele) | Cristina Pardo y Dani Mateo                           | Antonio Jiménez y Rosa López |
| 2022          | 2023         | Ana García Obregón y Los Morancos (Jorge y César Cadaval)                  | Cristina Pedroche y Alberto Chicote                                                                           | Risto Mejide, Mariló Montero, Antonio Castelo y Virginia Riezu (También en Mitele)                                                                                                  | Risto Mejide, Mariló Montero, Antonio Castelo y Virginia Riezu (También en Mitele)                                                                                                  | Cristina Pardo y Dani Mateo                           | N/A                          |
| 2023          | 2024         | Ramón García y Ana Mena, con la participación especial de Jennifer Hermoso | Cristina Pedroche y Alberto Chicote                                                                           | N/A | Jesús Calleja y Marta Flich (También en Mitele) | Cristina Pardo y Dani Mateo                           | N/A                          |
| 2024          | 2025         | David Broncano y Lalachus                                                  | Cristina Pedroche y Alberto Chicote                                                                           | Ion Aramendi y Blanca Romero (También en Mitele) | Ion Aramendi y Blanca Romero (También en Mitele) | Cristina Pardo y Dani Mateo                           | N/A                          |
| 2024          | 2025         | David Broncano y Lalachus                                                  | Cristina Pedroche y Alberto Chicote                                                                           | N/A | Ángeles Blanco y Ricardo Reyes (1:00) (También en Mitele) | Cristina Pardo y Dani Mateo                           | N/A                          |

1. ↑  Campanadas de cambio de año en Canarias retransmitidas desde la Puerta del Sol de Madrid (a la 1:00 horario peninsular).
2. ↑  Campanadas de cambio de año en Canarias retransmitidas desde la Puerta del Sol de Madrid (a la 1:00 horario peninsular).
3. ↑  Campanadas de cambio de año en Canarias retransmitidas desde la Puerta del Sol de Madrid (a la 1:00 horario peninsular).
4. ↑  Campanadas de cambio de año en la Península y Canarias, retransmitidas desde Canarias tanto en horario peninsular como en insular.
5. ↑  Campanadas de cambio de año en la Península y Canarias, retransmitidas desde Canarias tanto en horario peninsular como en insular.

### Autonómicas
| Año despedido | Año entrante |                                                                   | |                                                    |                                                | Canarias                                                                                              |                                                                                    |                                                          |                                                              |                                                                                 |                                                            |                                                                      |                                                                                                  |                                                  | |
| ------------- | ------------ | ----------------------------------------------------------------- | --- | -------------------------------------------------- | ---------------------------------------------- | --- | ---------------------------------------------------------------------------------- | -------------------------------------------------------- | ------------------------------------------------------------ | ------------------------------------------------------------------------------- | ---------------------------------------------------------- | -------------------------------------------------------------------- | ------------------------------------------------------------------------------------------------ | ------------------------------------------------ | --- |
| 1983          | 1984         | N/A                                                               | N/A | N/A                                                | N/A                                            | Cristina Alcaine                                                                                      | N/A                                                                                | N/A                                                      | Àngel Casas                                                  | N/A                                                                             | N/A                                                        | N/A                                                                  | N/A                                                                                              | N/A                                              | N/A |
| 1984          | 1985         | N/A                                                               | N/A | N/A                                                | N/A                                            | N/A                                                                                                   | N/A                                                                                | N/A                                                      | N/A                                                          | N/A                                                                             | N/A                                                        | N/A                                                                  | N/A                                                                                              | N/A                                              | N/A |
| 1985          | 1986         | N/A                                                               | N/A | N/A                                                | N/A                                            | N/A                                                                                                   | N/A                                                                                | N/A                                                      | Francesca Fosalba                                            | N/A                                                                             | N/A                                                        | Moncho Lemos y Xosé Manuel Díaz Maseda                               | N/A                                                                                              | N/A                                              | N/A |
| 1986          | 1987         | N/A                                                               | N/A | N/A                                                | N/A                                            | N/A                                                                                                   | N/A                                                                                | N/A                                                      | Àngel Casas y Joan Manuel Serrat                             | N/A                                                                             | N/A                                                        | Moncho Lemos y Xosé Manuel Díaz Maseda                               | N/A                                                                                              | N/A                                              | N/A |
| 1987          | 1988         | N/A                                                               | N/A | N/A                                                | N/A                                            | N/A                                                                                                   | N/A                                                                                | N/A                                                      | Jordi Novellas                                               | N/A                                                                             | N/A                                                        | Moncho Lemos y Xosé Manuel Díaz Maseda                               | N/A                                                                                              | N/A                                              | N/A |
| 1988          | 1989         | N/A                                                               | N/A | N/A                                                | N/A                                            | N/A                                                                                                   | N/A                                                                                | N/A                                                      | Francesca Fosalba                                            | N/A                                                                             | N/A                                                        | Moncho Lemos y Xosé Manuel Díaz Maseda                               | N/A                                                                                              | N/A                                              | N/A |
| 1989          | 1990         | N/A                                                               | N/A | N/A                                                | N/A                                            | N/A                                                                                                   | N/A                                                                                | N/A                                                      | Jordi Novellas                                               | N/A                                                                             | N/A                                                        | Moncho Lemos y Xosé Manuel Díaz Maseda                               | Isabel Prinz                                                                                     | N/A                                              | N/A |
| 1990          | 1991         | N/A                                                               | N/A | N/A                                                | N/A                                            | N/A                                                                                                   | N/A                                                                                | N/A                                                      | Salvador Alsius y Montserrat Caballé                         | N/A                                                                             | N/A                                                        | Moncho Lemos y Xosé Manuel Díaz Maseda                               | Isabel Prinz                                                                                     | N/A                                              | N/A |
| 1991          | 1992         | N/A                                                               | N/A | N/A                                                | N/A                                            | N/A                                                                                                   | N/A                                                                                | N/A                                                      | La Cubana                                                    | N/A                                                                             | N/A                                                        | Moncho Lemos y Xosé Manuel Díaz Maseda                               | Isabel Prinz                                                                                     | N/A                                              | N/A |
| 1992          | 1993         | Rafael Cremades                                                   | N/A | N/A                                                | N/A                                            | N/A                                                                                                   | N/A                                                                                | N/A                                                      | Josep Maria Bachs                                            | N/A                                                                             | N/A                                                        | Moncho Lemos y Xosé Manuel Díaz Maseda                               | Isabel Prinz                                                                                     | N/A                                              | N/A |
| 1993          | 1994         | Carlos María Ruiz                                                 | N/A | N/A                                                | N/A                                            | N/A                                                                                                   | N/A                                                                                | N/A                                                      | Alfred Rodríguez Picò                                        | N/A                                                                             | N/A                                                        | Moncho Lemos y Xosé Manuel Díaz Maseda                               | Isabel Prinz                                                                                     | N/A                                              | N/A |
| 1994          | 1995         | Matías Prats                                                      | N/A | N/A                                                | N/A                                            | N/A                                                                                                   | N/A                                                                                | N/A                                                      | Lloll Bertran                                                | Alicia Ramírez y Juanjo Prats                                                   | N/A                                                        | Moncho Lemos y Xosé Manuel Díaz Maseda                               | Isabel Prinz                                                                                     | N/A                                              | N/A |
| 1995          | 1996         | Juan Bustos                                                       | N/A | N/A                                                | N/A                                            | N/A                                                                                                   | N/A                                                                                | N/A                                                      | Toni Clapés                                                  | N/A                                                                             | N/A                                                        | Moncho Lemos y Xosé Manuel Díaz Maseda                               | Inmaculada Galván y Santi Acosta                                                                 | N/A                                              | N/A |
| 1996          | 1997         | Manolo Casal y Paz Padilla                                        | N/A | N/A                                                | N/A                                            | N/A                                                                                                   | N/A                                                                                | N/A                                                      | Mari Pau Huguet                                              | N/A                                                                             | N/A                                                        | Moncho Lemos y Xosé Manuel Díaz Maseda                               | Inmaculada Galván y Jaime Bores                                                                  | N/A                                              | N/A |
| 1997          | 1998         | Manolo Casal, Modesto Barragán y Esther Arroyo                    | N/A | N/A                                                | N/A                                            | N/A                                                                                                   | N/A                                                                                | N/A                                                      | Mari Pau Huguet                                              | N/A                                                                             | N/A                                                        | Moncho Lemos y Xosé Manuel Díaz Maseda                               | Inmaculada Galván y Jacobo Domínguez                                                             | N/A                                              | ETB1 Anne Igartiburu y Kike Amonarriz ETB2 Óscar Terol, Lourdes Bedia y Javier Merino |
| 1998          | 1999         | Rafael Cremades y Eva Pedraza                                     | N/A | N/A                                                | N/A                                            | N/A                                                                                                   | N/A                                                                                | N/A                                                      | Mari Pau Huguet                                              | N/A                                                                             | N/A                                                        | Moncho Lemos y Xosé Manuel Díaz Maseda                               | Cristina Tárrega y Carlos Lozano                                                                 | N/A                                              | ETB1 Martín Berasategui, Anne Igartiburu y Kepa Junkera ETB2 Txetxu Ugalde y Yolanda Alzola |
| 1999          | 2000         | Carlos María Ruiz y Silvia Sánchez                                | N/A | N/A                                                | N/A                                            | N/A                                                                                                   | Silvia Lupiáñez y Roberto Kamphoff                                                 | N/A                                                      | Ramón Pellicer y Tània Sàrrias                               | N/A                                                                             | N/A                                                        | Xosé Ramón Gayoso                                                    | Teresa Castanedo y Javier Reyero                                                                 | N/A                                              | ETB1 Klaudio Landa y Xabier Euzkitze ETB2 Txetxu Ugalde y Yolanda Alzola |
| 2000          | 2001         | Eva Pedraza y Juan Carlos Roldán                                  | N/A | N/A                                                | N/A                                            | N/A                                                                                                   | Silvia Lupiáñez y Roberto Kamphoff                                                 | N/A                                                      | Fina Brunet y Tomàs Molina                                   | N/A                                                                             | N/A                                                        | Xosé Ramón Gayoso                                                    | Víctor Sandoval y Pilar Soto                                                                     | N/A                                              | N/A |
| 2001          | 2002         | Rafael Cremades y Nani Gaitán                                     | N/A | N/A                                                | N/A                                            | Roberto Herrera y Eloísa González                                                                     | Roberto González y María José Enríquez                                             | N/A                                                      | Jordi Sánchez y Joel Joan                                    | N/A                                                                             | N/A                                                        | Xosé Ramón Gayoso                                                    | Víctor Sandoval y Patricia Pérez                                                                 | N/A                                              | ETB1 Xabier Euzkitze y Klaudio Landa ETB2 Jorge Fernández y Yolanda Alzola |
| 2002          | 2003         | Rafael Cremades y Nani Gaitán                                     | N/A | N/A                                                | N/A                                            | Roberto Herrera y Eloísa González                                                                     | Silvia Lupiáñez y Carlos Castilla                                                  | Mariló Leal y Alfonso Hevia                              | Lídia Heredia y Toni Clapés                                  | N/A                                                                             | N/A                                                        | Xosé Ramón Gayoso                                                    | Víctor Sandoval y Patricia Pérez                                                                 | N/A                                              | N/A |
| 2003          | 2004         | Rafael Cremades e Irache Rodríguez                                | N/A | N/A                                                | N/A                                            | Roberto Herrera y Eloísa González                                                                     | Vanesa Cabeza y Pedro Rodríguez                                                    | Mariló Leal y Alfonso Hevia                              | Jordi Díaz e Irene Belza                                     | N/A                                                                             | N/A                                                        | Xosé Ramón Gayoso y Nieves Rodríguez                                 | Víctor Sandoval y Patricia Pérez                                                                 | N/A                                              | ETB1 Equipo de Sorginen laratza ETB2 Jorge Fernández y Yolanda Alzola |
| 2004          | 2005         | Eva Pedraza y Miguel Ángel Sánchez                                | N/A | N/A                                                | N/A                                            | Domingo Álvarez y Leire González                                                                      | Mercedes Ortega y Carlos Castilla                                                  | Mariló Leal y Alfonso Hevia                              | Pol Izquierdo y Marina Gatell                                | Ramón Palomar y Nuria Roca                                                      | N/A                                                        | Yolanda Vázquez y Xosé Ramón Gayoso                                  | Javier Capitán y Carla Hidalgo                                                                   | N/A                                              | ETB2 Equipo de Vaya Semanita |
| 2005          | 2006         | Eduardo Bandera y Silvia Medina                                   | N/A | N/A                                                | Mònica Marí y Carles Hernández                 | Roberto Herrera y Davinia Gloria                                                                      | Yanely Hernández, Piedra Pómez e Idaira                                            | Mariló Leal y Alfonso Hevia                              | Fina Brunet, Carlos Cuevas y Georgina Latre                  | Blanca Benlloch y Paco Nadal                                                    | N/A                                                        | Xosé Ramón Gayoso                                                    | Alipio Gutiérrez y Begoña Tormo                                                                  | N/A                                              | N/A |
| 2006          | 2007         | Enrique Romero y Silvia Medina                                    | Miki Nadal y Sonia Villalba | Marco Rodríguez y María del Cueto                  | Carles Hernández y Marina Heredero             | Miguel González Santos                                                                                | Eloísa González y Roberto González                                                 | Mariló Leal y Alfonso Hevia                              | Tomàs Molina y Mònica López                                  | Paco Nadal, Noemí Ramal y Paco Bautista                                         | N/A                                                        | Xosé Ramón Gayoso                                                    | Patricia Pérez y Luis Miguel Torrecillas                                                         | N/A                                              | ETB1 Pirritx eta Porrotx |
| 2007          | 2008         | Enrique Romero y Silvia Medina                                    | Nacho Rubio y Miriam Sánchez | Sonia Fidalgo, Alberto Rodríguez y "Samba"         | Miquel Such y Julia Serra                      | Roberto Herrera y Jéssica Déniz                                                                       | Eloísa González, Nieves Bravo y Javier Peñapinto                                   | Mariló Leal y Alfonso Hevia                              | Ramón Pellicer y Raquel Sans                                 | Paco Nadal y Noemí Ramal                                                        | N/A                                                        | Xosé Ramón Gayoso, Nancho Novo y Sonia Castelo                       | Patricia Pérez y Carlos Lozano                                                                   | Marienca Fernández y Jose Manuel Perola          | ETB1 Actores de Noaoa! ETB2 Andoni Agirregomezkorta, Laura de la Calle y los Batasunnis |
| 2008          | 2009         | Enrique Romero y Silvia Medina                                    | David Marqueta y Susana Luquin | María del Cueto y "Samba"                          | Victoria Maldi y Carles Hernández              | Roberto Herrera y Melania Valencia                                                                    | Eloísa González, Juan Carlos Hernández y Lili Quintana                             | Mariló Leal y Alfonso Hevia                              | Tomàs Molina y David Olivares                                | Paco Nadal y Noemí Ramal                                                        | N/A                                                        | Xosé Ramón Gayoso, Iria Pinheiro, María Vázquez y Toñito de Poi      | Paloma Ferre y Poty                                                                              | N/A                                              | ETB1 Xabier Euzkitze y Joxean Tolosa ETB2 Andoni Agirregomezkorta e Itziar Atienza |
| 2009          | 2010         | Enrique Romero y Ana Cristina Ramírez                             | David Marqueta y Susana Luquin | Lía Beltrán y Pachi Poncela                        | Victoria Maldi y Carles Hernández              | Roberto Herrera y Sonia Santana                                                                       | Eloísa González, Mayer Trujillo y Yanely Hernández                                 | Mariló Leal y Alfonso Hevia                              | Espartac Peran, Xabi Coral, Àlex Casanovas y Carme Contreras | Carme Juan y Manuel Maestro                                                     | N/A                                                        | Xosé Ramón Gayoso e Isabel Durán                                     | Jota Abril y Sonia Ferrer                                                                        | N/A                                              | ETB1 ETB2 Ibon Uzkudun y Javier Antón |
| 2010          | 2011         | Enrique Romero y Ana Cristina Ramírez                             | Jesús Nadador y Adriana Abenia | Ana Blanco y Cristian González                     | Raül Valls                                     | Roberto Herrera y Jéssica Déniz                                                                       | Eloísa González, Manolo Artiles, Yanely Hernández y Matías Alonso                  | Alfonso Hevia y Ana Isabel Albares                       | Laia Ferrer, Jordi Ríos y Xavi Serrano                       | Maribel Vilaplana, Laura Grande, Óscar Forés, María José Berbegall y Paco Nadal | N/A                                                        | Xosé Ramón Gayoso y Laura Casares                                    | Jota Abril y Yolanda Maniega                                                                     | N/A                                              | N/A |
| 2011          | 2012         | Modesto Barragán y Carolina Martín                                | Jesús Nadador y Adriana Abenia | N/A                                                | Raül Valls                                     | Roberto Herrera y Mercedes Ortega                                                                     | Eloísa González, Manolo Vieira y Yara de León                                      | Gloria Santoro y Ana Cobos                               | Agnès Marqués, Pep Plaza y Toni Albá                         | N/A                                                                             | N/A                                                        | Xosé Ramón Gayoso y Lucía Pérez                                      | Jota Abril y Jose Toledo                                                                         | N/A                                              | ETB1 Nagore Aranburu, Kontxu Odriozola, Iban Garate, Mikel Pagadizabal, Egoitz Lasa e Itziar Urretabizkaia ETB2 Ibon Uzkudun, Julian Iantzi, Óscar Terol, Juanito Oiarzabal, Anjel Alkain, Patxi Alonso y José Luis Korta |
| 2012          | 2013         | Modesto Barragán y Carolina Martín                                | Jesús Nadador y Susana Luquin | N/A                                                | Deborah Piña Zitrone y Agustín El Casta        | Roberto Herrera y Carolina González                                                                   | Eloísa González, Daniel Calero, Loida Hernández y Gara Hernández                   | Alfonso Hevia y Elordi García                            | Mercè Martínez, Espartac Peran, Cesc Casanovas y Bruno Oro   | N/A                                                                             | N/A                                                        | Xosé Ramón Gayoso                                                    | N/A                                                                                              | N/A                                              | ETB1 Anjel Alkain e Iñake Irastorza ETB2 África Baeta, Alejandro Tejería y Javier Antón |
| 2013          | 2014         | Fernando Díaz de la Guardia y Carolina Martín                     | Jesús Nadador, Jorge Asín, Marisol Aznar, Yolanda Monje, Pablo Lagartos, Laura Gómez-Lacueva, Alfonso Palomares, Francisco Fraguas, Luis Rabanaque, Chavi Bruna, Alfonso Pablo Urbano y David Angulo | Sonia Fidalgo y Alberto Rodríguez                  | Agustín El Casta y Victoria Maldi              | Roberto Herrera y Patricia Yurena                                                                     | Eloísa González, Yanely Hernández y Matías Alonso                                  | Cristina Pascual y Fátima García Mochales                | Ana Boadas y Quim Masferrer                                  | N/A                                                                             | N/A                                                        | Xosé Ramón Gayoso, Federico Pérez, Patricia Vázquez y Marcos Pereiro | Jota Abril y Cristina Ortega                                                                     | N/A                                              | ETB1 Anjel Alkain, Iker Galarza, Xabier Euzkitze, Jon Plazaola, Sara Cozar, Paulino, Michael Morris y Alex Sardui ETB2 África Baeta, Julian Iantzi, Patxi Alonso, Juanito Oiarzabal y José Luis Korta                     |
| 2014          | 2015         | Enrique Sánchez y Ana Ruiz                                        | Jesús Nadador, Jorge Asín y Laura Gómez-Lacueva | N/A                                                | Victoria Maldi y Lorenzo Llamas                | Roberto Herrera y Jose Toledo                                                                         | Eloísa González, Matías Alonso, Gara Hernández y Loida Hernández                   | Cristina Pascual y Fátima García Mochales                | Roger de Gràcia y Mabel Martí                                | N/A                                                                             | N/A                                                        | Xosé Ramón Gayoso                                                    | Rebeca Marín y Javier Callejo                                                                    | N/A                                              | Ramón Roteta y Ander González, Anjel Alkain, Iker Galartza y Sara Gandara |
| 2015          | 2016         | Manolo Casal y Modesto Barragán                                   | Luis Larrodera y Carmen París | Chus Pedro y Sonia Fidalgo                         | Elenco de "Hotel Bellavista"                   | Roberto Herrera y Jose Toledo                                                                         | Eloísa González, Matías Alonso, Yanely Hernández y Pilar Rumeu                     | Alicia Senovilla, Mariló Leal y Lucía Escribano          | Àngel Llàcer y Chenoa                                        | N/A                                                                             | N/A                                                        | Xosé Ramón Gayoso y Xosé Antonio Touriñán                            | Goyo González y María Gracia                                                                     | Javier Martínez Bastida, María Pina y Roper      | Klaudio Landa y Bárbara Goenaga |
| 2016          | 2017         | Toñi Moreno y Miguel de Miguel                                    | Luis Larrodera y Blanca Liso | Ana Francisco y Pola                               | Victoria Maldi, Miquel Salamanca y Raül Valls  | Roberto Herrera y Paloma Lago                                                                         | Eloísa González, Yanely Hernández, Matías Alonso, Elvis Sanfiel y Roberto González | Mariló Leal y Juncal Rivero                              | Carlos Cuevas y Elisabet Casanovas                           | N/A                                                                             | N/A                                                        | Xosé Ramón Gayoso, David Amor y Eva Iglesias                         | Goyo González y María Gracia                                                                     | Fran Sáez y María José Rodríguez                 | Mikel Pagadi, Zuhaitz Gurrutxaga y Sara Gandara |
| 2017          | 2018         | El Cordobés y Eva Pedraza                                         | Susana Luquin y Eduardo Lolumo | Ana Francisco y Alberto Rodríguez                  | Llum Barrera y Santi Taura                     | Roberto Herrera y Jose Toledo                                                                         | Eloísa González, Yanely Hernández, Kiko Barroso y Elvis Sanfiel                    | Mariló Leal, Carlos Macías y Lucía Escribano             | Ruth Jiménez y Quim Masferrer                                | N/A                                                                             | N/A                                                        | Xosé Ramón Gayoso, Lucía Regueiro y Rodrigo Vázquez                  | Lorena Berdún y Goyo González                                                                    | Kika Frutos y María Garó                         | Mikel Pagadi, Zuhaitz Gurrutxaga y Sara Gandara |
| 2018          | 2019         | Eva Ruiz y Fernando Díaz de la Guardia                            | Susana Luquin y Jesús Nadador | Ana Francisco y Alberto Rodríguez                  | Toni Terrades, Agnès Llobet y Raül Valls       | Miguel Ángel Guerra y Ruth Lorenzo (desde Canarias) Raquel Falcón (desde la Puerta del Sol de Madrid) | Eloísa González, Roberto González y Juan Luis Calero                               | Mariló Leal, Carlos Macías y Lucía Escribano             | Helena García Melero y Marc Ribas                            | Carolina Ferre y Eugeni Alemany                                                 | N/A                                                        | Xosé Ramón Gayoso, María Mera y Adrián Díaz                          | Carmen Alcayde y David Valldeperas (También las «Campanadas Canarias» a la 1:00 hora peninsular) | Kika Frutos y Luis Alcázar                       | Mikel Pagadi, Zuhaitz Gurrutxaga y Sara Gandara |
| 2019          | 2020         | Modesto Barragán, Paz Santana, Rocío León y Pablo Pineda          | Miguel Ángel Tirado, Luisa Gavasa y Blanca Liso | Ana Francisco y Alberto Rodríguez                  | Llum Barrera y David Ordinas                   | Roberto Herrera y Ruth Lorenzo                                                                        | Eloísa González, Mercedes Ortega, Elvis Sanfiel y Kike Pérez                       | Mariló Leal, Carlos Macías, Lucía Escribano y Raúl Mozos | Tomàs Molina, Toni Cruanyes y María Fernández Vidal          | Carolina Ferre y Eugeni Alemany                                                 | N/A                                                        | Xosé Ramón Gayoso, Benedicta Sánchez y Arturo Fernández              | Inmaculada Galván y Emilio Pineda                                                                | Carmen María Vicente, Luis Alcázar y Kika Frutos | Mikel Pagadi, Zuhaitz Gurrutxaga y Sara Gandara |
| 2020          | 2021         | Modesto Barragán, Eva Ruiz, Joaquina Infante y José Luis Callejas | Susana Luquin y Javier Zapater | Sonia Fidalgo y Laude Martínez                     | Margalida Mateu y David Ordinas                | Roberto Herrera y Ana Guerra                                                                          | Eloísa González, Daniel Calero y Antonia San Juan                                  | Mariló Leal y Carlos Macías                              | Lídia Heredia, Helena García Melero y Cristina Puig          | Carolina Ferre y Eugeni Alemany                                                 | N/A                                                        | Xosé Ramón Gayoso y Ana Peleteiro                                    | Carmen Alcayde, Óscar Martínez y La Terremoto de Alcorcón                                        | Kika Frutos y Xuso Jones                         | Mikel Pagadi, Zuhaitz Gurrutxaga y Sara Gandara |
| 2021          | 2022         | María del Monte y Pepe Da-Rosa Jr.                                | Iñaki Urrutia y Blanca Liso | Sonia Fidalgo, Laude Martínez, Marisina y La Carrá | David Ordinas, Àngela Alfaro y Miquel Montoro  | Roberto Herrera y Nieves Álvarez                                                                      | Eloísa González, Fátima Plata, Victorio Pérez y Petit Lorena                       | Mariló Leal y Carlos Macías                              | Elena Gadel y Llucià Ferrer                                  | Máximo Huerta y Àlex Blanquer                                                   | N/A                                                        | Noelia Rey, Arturo Fernández y Teresa Portela                        | Emilio Pineda, Francine Gálvez y María López                                                     | Kika Frutos y Xuso Jones                         | ETB1 Yerai Díaz, Ainhoa Etxebarria y Aitziber Garmendia ETB2 Ane Ibarzabal, Aitor Albizua y Ana Urrutia |
| 2022          | 2023         | Eva Ruiz y Los Compadres (Alberto López y Alfonso Sánchez)        | Iñaki Urrutia y Blanca Liso | Anabel Santiago y Pau Santirso                     | David Ordinas y Llum Barrera                   | Roberto Herrera y NIA                                                                                 | Eloísa González, Alicia Suárez, Paco Luis Quintana y Daniel Calero                 | Mariló Leal y Carlos Macías                              | Miki Núñez y Mariona Escoda                                  | Àlex Blanquer, Óscar Tramoyeres y María Juan                                    | Paula y Sara Cisneros                                      | Noelia Rey, Arturo Fernández y Paco Lodeiro                          | Silvia Jato y Lorenzo Caprile, con la colaboración especial de Óscar Martínez                    | Kika Frutos y Xuso Jones                         | ETB1 Nerea Reparaz, Julen Telleria y Aitziber Garmendia ETB2 África Baeta, Ane Ibarzabal y Egoitz Txurruka “Txurru” |
| 2023          | 2024         | Manu Sánchez y Olga Carmona                                       | Blanca Liso, Mariano Navascués, Lucas Langarita y Leyre Urdiáin | Ana Francisco, Nerea Vázquez y Carlos Mesa         | David Ordinas y Llum Barrera                   | Roberto Herrera y NIA                                                                                 | Eloísa González, Wendy Fuentes, Elvis Sanfiel y Dani Calero                        | Mariló Leal, Carlos Macías y Lucía Escribano             | Miki Núñez y Laura Escanes                                   | Àlex Blanquer y Ximo Rovira                                                     | Álvaro Martín Uriol, Estefanía Fernández y Leticia Antúnez | Xosé Ramón Gayoso, Noelia Rey y Rocío Durán                          | Jota Abril y Alicia Senovilla                                                                    | Kika Frutos y Óscar Martínez                     | ETB1 Nerea Reparaz, Julen Telleria y Miren Nogales ETB2 África Baeta, Ane Ibarzabal y Egoitz Txurruka "Txurru" |
| 2024          | 2025         | Modesto Barragán y Paz Santana                                    | Blanca Liso, Miki Nadal y Juanjo Bona | Ana Francisco y Santi Alverú                       | David Ordinas, Silvia Pol Vidal y Juanga Bauza | Roberto Herrera y NIA                                                                                 | Eloísa González, Victorio Pérez, Matías Alonso y Omayra Cazorla                    | Mariló Leal, Carlos Macías y Lucía Escribano             | Miki Núñez y Laura Escanes                                   | Àlex Blanquer y Ximo Rovira                                                     | Franco Deluxe y Chloe de la Rosa                           | Xosé Ramón Gayoso, Rocío Durán, Rocío Delgado y Diego González Rivas | Mónica Martínez y Miguel Lago                                                                    | Kika Frutos y Óscar Martínez                     | ETB1 Ilaski Serrano, Julen Telleria e Íñigo Agirre ETB2 África Baeta, Leire Martínez y Egoitz Txurruka "Txurru" |

## Audiencias
| Año despedido | Año entrante | Consumo                                                             | |                                                                                            | |                                                                                            | |                                                                                                |                                                                    |                              | | | (Desde 2012)                                                                                           | Canarias (1:00) | Canarias (1:00)                                                          | Canarias (1:00)                                                         |
| ------------- | ------------ | ------------------------------------------------------------------- | --- | ------------------------------------------------------------------------------------------ | --- | ------------------------------------------------------------------------------------------ | --------------------------------------------------------------------------------------------------- | ---------------------------------------------------------------------------------------------- | ------------------------------------------------------------------ | ---------------------------- | --- | --- | --- | --- | ------------------------------------------------------------------------ | ----------------------------------------------------------------------- |
| 1989          | 1990         | N/A                                                                 | 9.400.000                                                                                              | N/A                                                                                        | N/A | N/A                                                                                        | N/A                                                                                                 | N/A                                                                                            | N/A                                                                | N/A                          | N/A | N/A | N/A | N/A | N/A                                                                      | N/A                                                                     |
| 1990          | 1991         | 17.350.000 (100%)                                                   | 8.605.000 (49,6%)                                                                                      | N/A                                                                                        | N/A | N/A                                                                                        | N/A                                                                                                 | N/A                                                                                            | N/A                                                                | N/A                          | N/A | N/A | N/A | N/A | N/A                                                                      | N/A                                                                     |
| 1991          | 1992         | 14.913.000 (100%)                                                   | 9.335.000 (62,6%)                                                                                      | N/A                                                                                        | N/A | N/A                                                                                        | N/A                                                                                                 | N/A                                                                                            | N/A                                                                | N/A                          | N/A | N/A | N/A | N/A | N/A                                                                      | N/A                                                                     |
| 1992          | 1993         | 15.319.000 (100%)                                                   | 8.118.000 (53%)                                                                                        | N/A                                                                                        | N/A | N/A                                                                                        | N/A                                                                                                 | N/A                                                                                            | N/A                                                                | N/A                          | N/A | N/A | N/A | N/A | N/A                                                                      | N/A                                                                     |
| 1993          | 1994         | 16.488.000 (100%)                                                   | 6.724.000 (41,3%) 7.996.000 (48,5%)                                                                    | N/A                                                                                        | 3.628.000 (22,1%)                                                                                      | N/A                                                                                        | 3.233.000 (21,0%)                                                                                   | N/A                                                                                            | N/A                                                                | N/A                          | N/A | N/A | N/A | N/A | N/A                                                                      | N/A                                                                     |
| 1994          | 1995         | 15.657.000 (100%)                                                   | 8.022.000 (51,5%) 8.564.000 (54,7%)                                                                    | N/A                                                                                        | 3.577.000 (19,7%)                                                                                      | N/A                                                                                        | 2.276.000 2.400.000 (14,4%)                                                                         | N/A                                                                                            | N/A                                                                | N/A                          | N/A | N/A | N/A | N/A | N/A                                                                      | N/A                                                                     |
| 1995          | 1996         | 15.896.000 (100%)                                                   | 8.913.000 (56,9%) 9.797.000 (61,6%)                                                                    | N/A                                                                                        | 3.289.000 (21,5%)                                                                                      | N/A                                                                                        | 1.352.000 (8,6%)                                                                                    | N/A                                                                                            | N/A                                                                | N/A                          | N/A | N/A | N/A | N/A | N/A                                                                      | N/A                                                                     |
| 1996          | 1997         | 15.780.000 (100%)                                                   | 8.847.000 (56,4%) 9.350.000 (59,0%)                                                                    | 212.000 (1,3%) 318.000                                                                     | 2.447.000 (15,7%) 2.847.000 (15,7%)                                                                    | N/A                                                                                        | 1.177.000 (6,0%) 950.000 (6,0%)                                                                     | N/A                                                                                            | 2.528.000 (16,0%)                                                  | N/A                          | 9.059.000 9.368.000                                                                                    | N/A | N/A | N/A | N/A                                                                      | N/A                                                                     |
| 1997          | 1998         | 15.832.000 (100%)                                                   | 8.786.000 (56,2%) 9.747.000 (61,6%)                                                                    | 443.000 (2,8%)                                                                             | 2.074.000 (13,1%)                                                                                      | N/A                                                                                        | 740.000 (4,7%)                                                                                      | N/A                                                                                            | 1.962.000                                                          | N/A                          | 10.190.000 (64,4%)                                                                                     | N/A | N/A | N/A | N/A                                                                      | N/A                                                                     |
| 1998          | 1999         | 14.763.000 (100%)                                                   | 7.867.000 (52,5%) 8.881.000 (58%)                                                                      | N/A                                                                                        | 1.685.000 (11,0%)                                                                                      | N/A                                                                                        | 1.719.000 (11,2%)                                                                                   | N/A                                                                                            | N/A                                                                | N/A                          | N/A | N/A | N/A | N/A | N/A                                                                      | N/A                                                                     |
| 1999          | 2000         | 14.731.000 (100%)                                                   | 8.901.000 (59,1%) 10.238.000 (66,9%)                                                                   | 106.000                                                                                    | 1.356.000 (8,9%)                                                                                       | N/A                                                                                        | 1.351.000 (8,8%)                                                                                    | N/A                                                                                            | 1.902.000                                                          | N/A                          | 10.344.000                                                                                             | N/A | N/A | N/A | N/A                                                                      | N/A                                                                     |
| 2000          | 2001         | 15.130.000 (100%)                                                   | 8.708.000 (59,0%) 9.988.000 (66%)                                                                      | 422.000 (2,8%)                                                                             | 1.458.000 (9,6%)                                                                                       | N/A                                                                                        | 643.000 (4,3%)                                                                                      | N/A                                                                                            | 2.180.000 (14,4%)                                                  | N/A                          | 10.410.000 (68,8%)                                                                                     | N/A | N/A | N/A | N/A                                                                      | N/A                                                                     |
| 2001          | 2002         | 14.725.000 (100%)                                                   | 8.999.000 (62,7%) 10.550.000 (71,6%)                                                                   | 553.000 (3,8%)                                                                             | 1.116.000 (7,7%) 778.000 (5,3%)                                                                        | N/A                                                                                        | 597.000 (4,2%) 452.000 (3,1%)                                                                       | N/A                                                                                            | 1.962.000 (13,3%)                                                  | N/A                          | 11.103.000 (75,4%)                                                                                     | N/A | N/A | N/A | N/A                                                                      | N/A                                                                     |
| 2002          | 2003         | 13.871.000 (100%)                                                   | 7.124.000 (53,1%) 8.824.000 (63,6%)                                                                    | 485.000 (3,5%)                                                                             | 770.000 (5,7%) 746.000 (5,4%)                                                                          | N/A                                                                                        | 2.051.000 (14,8%) 1.735.000 (12,5%)                                                                 | N/A                                                                                            | 1.755.000 (12,7%)                                                  | N/A                          | 9.309.000 (67,1%)                                                                                      | N/A | N/A | N/A | N/A                                                                      | N/A                                                                     |
| 2003          | 2004         | 13.680.000 (100%)                                                   | 6.803.000 (51,1%) 8.223.000 (60,1%)                                                                    | 372.000 (2,7%) 506.000 (3,7%)                                                              | 1.718.000 (12,8%) 1.545.000 (11,3%)                                                                    | N/A                                                                                        | 1.079.000 (8,1%) 876.000 (6,4%)                                                                     | N/A                                                                                            | 2.188.000 (16,0%)                                                  | N/A                          | 7.175.000 (53,8%) 8.729.000 (63,8%)                                                                    | N/A | N/A | N/A | N/A                                                                      | N/A                                                                     |
| 2004          | 2005         | 13.963.000 (100%)                                                   | 6.014.000 (44,2%) 7.497.000 (53,7%)                                                                    | 307.000 (2,2%)                                                                             | 2.540.000 (18,6%) 2.642.000 (18,9%)                                                                    | N/A                                                                                        | 1.274.000 (9,3%) 1.018.000 (7,3%)                                                                   | N/A                                                                                            | 1.856.000 (13,3%)                                                  | N/A                          | 7.804.000 (55,9%)                                                                                      | N/A | N/A | N/A | N/A                                                                      | N/A                                                                     |
| 2005          | 2006         | 14.180.000 (100%)                                                   | 6.811.000 (49,2%) 8.209.000 (57,9%)                                                                    | 430.000 (3,1%) 491.000 (3,5%)                                                              | 1.895.000 (13,7%) 1.710.000 (12,1%)                                                                    | 456.000 (3,2%)                                                                             | 1.312.000 (9,4%) 925.000 (6,5%)                                                                     | N/A                                                                                            | 2.045.000 (14,4%)                                                  | N/A                          | 7.241.000 (52,3%) 8.700.000 (61,4%)                                                                    | N/A | N/A | N/A | N/A                                                                      | N/A                                                                     |
| 2006          | 2007         | 13.418.000 (100%)                                                   | 6.227.000 (47,8%) 7.592.000 (56,6%)                                                                    | 256.000 (2,7%) 346.000 (2,6%)                                                              | 954.000 (7,3%) 873.000 (6,5%)                                                                          | 545.000 (4,1%)                                                                             | 1.868.000 (14,3%) 1.567.000 (11,7%)                                                                 | 219.000 (1,6%)                                                                                 | 2.025.000 (15,1%)                                                  | N/A                          | 6.483.000 (50,5%) 7.938.000 (59,2%)                                                                    | N/A | N/A | N/A | N/A                                                                      | N/A                                                                     |
| 2007          | 2008         | 14.451.000 (100%)                                                   | 5.468.000 (39,0%) 6.838.000 (47,3%)                                                                    | 283.000 (2,0%) 344.000 (2,4%)                                                              | 2.000.000 (14,7%) 2.452.000 (17,0%)                                                                    | 364.000 (2,5%)                                                                             | 1.670.000 (11,8%) 1.343.000 (9,3%)                                                                  | 396.000 (2,7%)                                                                                 | 2.348.000 (16,2%)                                                  | N/A                          | 5.751.000 (41,0%) 7.182.000 (49,7%)                                                                    | N/A | N/A | 4.101.000 (33,6%) | N/A                                                                      | N/A                                                                     |
| 2008          | 2009         | 14.620.000 (100%)                                                   | 5.392.000 (38,7%) 7.162.000 (49,0%)                                                                    | 429.000 (3,1%) 534.000 (3,7%)                                                              | 1.478.000 (10,5%) 1.617.000 (11,1%)                                                                    | 772.000 (5,3%) 755.000 (5,2%)                                                              | 1.193.000 (8,4%) 1.275.000 (8,7%)                                                                   | 642.000 (5,2%) 466.000 (3,2%)                                                                  | 2.190.000 (15,0%)                                                  | N/A                          | 5.821.000 (41,8%) 7.696.000 (52,7%)                                                                    | N/A | N/A | 3.990.000 (33,8%) | N/A                                                                      | N/A                                                                     |
| 2009          | 2010         | 14.278.000 (100%)                                                   | 6.269.000 (45,1%) 7.247.000 (50,8%)                                                                    | 343.000 (2,5%) 473.000 (3,3%)                                                              | 520.000 (3,7%) 421.000 (3,0%)                                                                          | 269.000 (1,9%) 181.000 (1,3%)                                                              | 2.836.000 (20,4%) 3.025.000 (21,2%)                                                                 | 489.000 (3,7%) 283.000 (2,0%)                                                                  | 1.842.000 (12,9%)                                                  | N/A                          | 6.612.000 (47,6%) 7.720.000 (54,1%)                                                                    | N/A | N/A | 4.460.000 (36,7%) | N/A                                                                      | N/A                                                                     |
| 2010          | 2011         | 15.392.000 (100%)                                                   | 7.031.000 (47,6%) 8.645.000 (56,2%)                                                                    | N/A                                                                                        | 653.000 (4,4%) 739.000 (4,8%)                                                                          | 565.000 (3,8%) 289.000 (1,9%)                                                              | 2.246.000 (14,9%) 2.399.000 (15,6%)                                                                 | 476.000 (3,3%) 204.000 (1,3%)                                                                  | 2.040.000 (13,9%)                                                  | N/A                          | 8.798.000 (57,2%)                                                                                      | N/A | N/A | 3.798.000 (29,0%) | N/A                                                                      | N/A                                                                     |
| 2011          | 2012         | 14.758.000 (100%)                                                   | 6.169.000 (43,5%) 7.209.000 (48,8%)                                                                    | N/A                                                                                        | 1.086.000 (7,6%) 1.442.000 (9,8%)                                                                      | N/A                                                                                        | 2.997.000 (21,2%) 3.266.000 (22,1%)                                                                 | 382.000 (2,9%) 195.000 (1,3%)                                                                  | 1.777.000 (12,0%)                                                  | N/A                          | 7.284.000 (48,8%)                                                                                      | N/A | N/A | 4.426.000 (34,7%) | N/A                                                                      | N/A                                                                     |
| 2012          | 2013         | 14.416.000 (100%)                                                   | 5.296.000 (38,3%) 6.696.000 (46,5%)                                                                    | N/A                                                                                        | 1.166.000 (8,3%) 1.067.000 (7,4%)                                                                      | 404.000 (2,9%) 326.000 (2,3%)                                                              | 2.768.000 (19,8%) 2.791.000 (19,4%)                                                                 | 436.000 (3,1%) 439.000 (3,0%)                                                                  | 2.008.000 (13,9%)                                                  | N/A                          | 6.713.000 (46,7%)                                                                                      | 1.602.000 (11,4%) 1.506.000 (10,3%)                                                                    | 3.509.000 (25,1%) 3.468.000 (24,2%)                                                                    | 3.983.000 (32,6%) | N/A                                                                      | N/A                                                                     |
| 2013          | 2014         | 14.276.000 (100%)                                                   | 5.261.000 (37,9%) 6.095.000 (42,7%)                                                                    | N/A                                                                                        | 1.231.000 (8,9%) 1.145.000 (8,0%)                                                                      | 345.000 (2,5%) 335.000 (2,3%)                                                              | 2.476.000 (18,3%) 2.611.000 (18,3%)                                                                 | 757.000 (5,7%) 713.000 (5,0%)                                                                  | 2.190.000 (15,3%)                                                  | N/A                          | 6.134.000 (43,0%)                                                                                      | 1.988.000 (14,6%) 1.902.000 (13,7%)                                                                    | 3.213.000 (23,6%) 3.475.000 (24,3%)                                                                    | 3.743.000 (30,2%) | N/A                                                                      | N/A                                                                     |
| 2014          | 2015         | 14.323.000 (100%)                                                   | 5.323.000 (38,7%) 6.531.000 (45,6%)                                                                    | N/A                                                                                        | 1.218.000 (8,9%) 1.212.000 (8,5%)                                                                      | 320.000 (2,3%) 275.000 (1,9%)                                                              | 1.968.000 (14,3%) 1.957.000 (13,6%)                                                                 | 1.309.000 (9,6%) 1.395.000 (9,7%)                                                              | 1.973.000 (13,8%)                                                  | N/A                          | 6.558.000 (45,8%)                                                                                      | 2.527.000 (18,5%) 2.607.000 (18,2%)                                                                    | 2.491.000 (18,0%) 2.438.000 (17,0%)                                                                    | 3.103.000 (26,3%) | N/A                                                                      | N/A                                                                     |
| 2015          | 2016         | 13.663.000 (100%)                                                   | 5.396.000 (40,8%) 6.484.000 (47,5%)                                                                    | N/A                                                                                        | 2.044.000 (15,4%) 2.242.000 (16,4%)                                                                    | 201.000 (1,5%) 182.000 (1,3%)                                                              | 1.629.000 (11,9%) 1.754.000 (13,3%)                                                                 | 483.000 (3,6%) 442.000 (3,2%)                                                                  | 1.866.000 (13,7%)                                                  | N/A                          | 6.501.000 (47,6%)                                                                                      | 2.527.000 (19,0%) 2.684.000 (19,6%)                                                                    | 2.161.000 (16,4%) 1.982.000 (14,5%)                                                                    | 3.865.000 (32,8%) (Audiencia en Canarias) 187.000 (33,3%) 201.000 (35,6%)                                                 | N/A                                                                      | N/A                                                                     |
| 2016          | 2017         | 13.377.000 (100%)                                                   | 4.659.000 (35,8%) 5.192.000 (38,8%)                                                                    | 240.000 (1,8%) 292.000 (2,2%)                                                              | 2.317.000 (17,9%) 2.319.000 (17,3%)                                                                    | 430.000 (3,3%) 483.000 (3,6%)                                                              | 1.476.000 (11,4%) 1.676.000 (12,5%)                                                                 | 671.000 (5,1%) 559.000 (4,2%)                                                                  | 1.846.000 (13,5%)                                                  | N/A                          | 4.900.000 (37,6%) 5.531.000 (41,3%)                                                                    | 2.989.000 (23,1%) 2.878.000 (21,5%)                                                                    | 2.169.000 (16,9%) 2.468.000 (18,5%)                                                                    | 3.212.000 (27,9%) (Audiencia en Canarias) 118.000 (20,4%) 136.000 (23,0%)                                                 | N/A                                                                      | N/A                                                                     |
| 2017          | 2018         | (Sin invitados) 13.649.000 (100%)(Con invitados) 18.350.000 (95,4%) | (Sin invitados) 4.288.000 (32,5%) 5.304.000 (38,9%)(Con invitados) 6.344.000 (34,5%) 7.926.000 (41,2%) | (Sin invitados) 321.000 (2,4%) 444.000 (3,3%)(Con invitados) 403.000 (2,2%) 576.000 (3,0%) | (Sin invitados) 3.072.000 (23,3%) 2.964.000 (21,7%)(Con invitados) 4.480.000 (24,3%) 4.189.000 (21,8%) | (Sin invitados) 267.000 (2,0%) 294.000 (2,2%)(Con invitados) 332.000 (1,8%) 376.000 (2,0%) | (Sin invitados) 1.323.000 (10,1%) 1.255.000 (9,2%)(Con invitados) 1.673.000 (9,2%) 1.531.000 (8,0%) | (Sin invitados) 835.000 (6,3%) 922.000 (6,8%)(Con invitados) 1.185.000 (6,5%) 1.345.000 (7,0%) | (Sin invitados) 1.768.000 (13,0%)(Con invitados) 2.505.000 (13,0%) | N/A                          | (Sin invitados) 4.609.000 (34,9%) 5.774.000 (42,4%)(Con invitados) 6.747.000 (36,7%) 8.539.000 (44,4%) | (Sin invitados) 5.665.000 (30,8%) 3.886.000 (28,5%)(Con invitados) 5.665.000 (30,8%) 5.534.000 (28,8%) | (Sin invitados) 1.590.000 (12,1%) 1.649.000 (11,4%)(Con invitados) 2.005.000 (11,0%) 1.907.000 (10,0%) | (Sin invitados) 3.391.000 (29,7%)(Con invitados) 5.061.000 (31,6%)(Audiencia en Canarias) 153.000 (22,0%) 176.000 (24,0%) | N/A                                                                      | N/A                                                                     |
| 2018          | 2019         | 16.526.000 (94,5%)                                                  | 5.609.000 (34,4%) 7.142.000 (40,8%)                                                                    | 420.000 (2,6%) 569.000 (3,3%)                                                              | 4.402.000 (26,6%) 4.148.000 (23,7%)                                                                    | 377.000 (2,4%) 343.000 (2,0%)                                                              | 970.000 (6,1%) 920.000 (5,3%)                                                                       | 574.000 (3,5%) 704.000 (4,0%)                                                                  | 2.385.000 (13,3%)                                                  | N/A                          | 6.030.000 (37,0%) 7.751.000 (44,3%)                                                                    | 4.976.000 (30,1%) 4.852.000 (27,7%)                                                                    | 1.572.000 (9,9%) 1.437.000 (8,2%)                                                                      | 4.803.000 (34,0%)(Audiencia en Canarias) 91.000 (13,3%) 84.000 (12,0%)                                                    | 3.042.000 (21,7%)(Audiencia en Canarias) 133.000 (19,3%) 155.000 (22,1%) | N/A                                                                     |
| 2019          | 2020         | 16.694.000 (95,6%)                                                  | 4.763.000 (28,8%) 6.154.000 (35,2%)                                                                    | 637.000 (3,9%) 734.000 (4,2%)                                                              | 4.749.000 (28,7%) 4.634.000 (26,5%)                                                                    | 306.000 (1,9%) 250.000 (1,4%)                                                              | 1.801.000 (11,0%) 1.747.000 (10,0%)                                                                 | 555.000 (3,3%) 501.000 (2,9%)                                                                  | 2.309.000 (15,3%)                                                  | N/A                          | 5.400.000 (32,7%) 6.956.000 (39,8%)                                                                    | 5.304.000 (32,0%) 5.135.000 (29,4%)                                                                    | 2.107.000 (12,9%) 1.997.000 (11,4%)                                                                    | 4.828.000 (33,8%)(Audiencia en Canarias) 119.000 (17,9%) 107.000 (15,8%)                                                  | N/A                                                                      | N/A                                                                     |
| 2020          | 2021         | 21.061.000 (94,4%)                                                  | 6.107.000 (29,3%) 7.365.000 (33,0%)                                                                    | 922.000 (4,4%) 1.155.000 (5,2%)                                                            | 5.535.000 (26,6%) 6.123.000 (27,5%)                                                                    | 388.000 (1,9%) 269.000 (1,2%)                                                              | 1.464.000 (7,0%) 1.445.000 (6,5%)                                                                   | 1.132.000 (5,4%) 968.000 (4,3%)                                                                | 3.137.000 (15,6%) 3.450.000 (12,9%)                                | N/A                          | 7.029.000 (33,7%) 8.621.000 (38,7%)                                                                    | 6.667.000 (32,0%) 7.091.000 (31,8%)                                                                    | 1.852.000 (8,9%) 1.871.000 (8,4%)                                                                      | 4.726.000 (27,5%)(Audiencia en Canarias) 98.000 (10,7%) 107.000 (11,7%)                                                   | N/A                                                                      | 1.604.000 (9,4%)(Audiencia en Canarias) 174.000 (19,1%) 224.000 (24,3%) |
| 2021          | 2022         | 18.641.000 (93,8%)                                                  | 4.185.000 (22,4%) 4.758.000 (23,9%)                                                                    | 791.000 (4,2%) 888.000 (4,5%)                                                              | 6.308.000 (33,7%) 7.534.000 (37,9%)                                                                    | 313.000 (1,7%) 195.000 (1,0%)                                                              | 1.421.000 (7,7%) 1.171.000 (5,9%)                                                                   | 1.173.000 (6,3%) 1.156.000 (5,8%)                                                              | 2.647.000 (14,5%) 2.735.000 (13,8%)                                | 181.000 (1,0%) 44.000 (0,2%) | 5.093.000 (27,2%) 5.833.000 (29,3%)                                                                    | 7.481.000 (40,0%) 8.690.000 (43,7%)                                                                    | 1.734.000 (9,4%) 1.561.000 (7,9%)                                                                      | 3.564.000 (23,0%)(Audiencia en Canarias) 197.000 (24,3%)                                                                  | N/A                                                                      | N/A                                                                     |
| 2022          | 2023         | 16.200.000 (94,7%)                                                  | 3.723.000 (23,6%) 4.469.000 (26,1%)                                                                    | 434.000 (2,7%) 569.000 (3,3%)                                                              | 5.235.000 (33,5%) 6.666.000 (39,0%)                                                                    | 250.000 (1,6%) 170.000 (1,0%)                                                              | 1.008.000 (6,5%) 799.000 (4,7%)                                                                     | 769.000 (4,8%) 748.000 (4,4%)                                                                  | 2.520.000 (16,7%) 2.584.000 (15,1%)                                | N/A                          | 4.353.000 (27,6%) 5.248.000 (30,7%)                                                                    | 6.004.000 (38,3%) 7.414.000 (43,4%)                                                                    | 1.258.000 (8,1%) 969.000 (5,7%)                                                                        | 3.642.000 (28,0%)(Audiencia en Canarias) 129.000 (17,9%) 140.000 (18,7%)                                                  | N/A                                                                      | N/A                                                                     |
| 2023          | 2024         | 15.199.000 (93,3%)                                                  | 3.890.000 (26,1%) 4.396.000 (27,0%)                                                                    | 606.000 (4,1%) 852 000 (5,2%)                                                              | 4.309.000 (29,0%) 5.608.000 (34,4%)                                                                    | N/A                                                                                        | 1.185.000 (8,0%) 1.118.000 (6,9%)                                                                   | 727.000 (4,8%) 777.000 (4,8%)                                                                  | 2.357.000 (17,2%) 2.329.000 (14,3%)                                | N/A                          | 4.639.000 (31,1%) 5.478.000 (33,6%)                                                                    | 5.036.000 (33,8%) 6.385.000 (39,2%)                                                                    | N/A | 3.253.000 (27,5%) | N/A                                                                      | N/A                                                                     |
| 2024          | 2025         | 16.106.000 (94,6%)                                                  | 4.800.000 (31,2%) 5.642.000 (33,1%)                                                                    | 783.000 (5,1%) 1.004.000 (5,9%)                                                            | 4.345.000 (28,1%) 5.550.000 (32,6%)                                                                    | 234.000 (1,5%) 176.000 (1,0%)                                                              | 753.000 (4,8%) 600.000 (3,5%)                                                                       | 438.000 (2,8%) 394.000 (2,3%)                                                                  | 2.153.000 (13,4%) 2 253 000 (13,2%)                                | N/A                          | 5.958.000 (38,7%) 7.148.000 (41,9%)                                                                    | 4.783.000 (30,9%) 5.944.000 (34,9%)                                                                    | 987.000 (6,3%) 776.000 (4,5%)                                                                          | 3.625.000 (28,5%)(Audiencia en Canarias) 148.000 (19,1%)                                                                  | N/A                                                                      | 625.000 (5,0%)(Audiencias en Canarias) 125.000 (16,2%)                  |